# Regionaler Naturpark Ardennen

Lage des Parks

Der Regionale Naturpark Ardennen (frz. Parc naturel régional des Ardennes) liegt in der französischen Region Grand Est, im Département Ardennes und grenzt im Norden und Osten des Gebietes an Belgien.
Der Park befindet sich etwa zwischen den Städten
- Givet im Nordosten,
- Charleville-Mézières im Südosten und
- Hirson im Westen.

## Parkverwaltung
Die Gründung des Naturparks erfolgte am 21. Dezember 2011. Der Park umfasst aktuell eine Fläche von rund 117.200 Hektar. Die Parkverwaltung mit dem „Maison du Parc“ hat ihren Sitz  im Ort Renwez (49° 51′ 7″ N, 4° 37′ 24″ O). 92 Gemeinden mit einem Einzugsgebiet von etwa 76.000 Bewohnern bilden den Park. Die außerhalb des Parks gelegene Gemeinde Charleville-Mézières ist als „Zugangsort“ mit dem Naturpark assoziiert.

## Größere Orte im Park
- Bogny-sur-Meuse
- Fumay
- Givet
- Monthermé
- Nouzonville
- Revin
- Rocroi

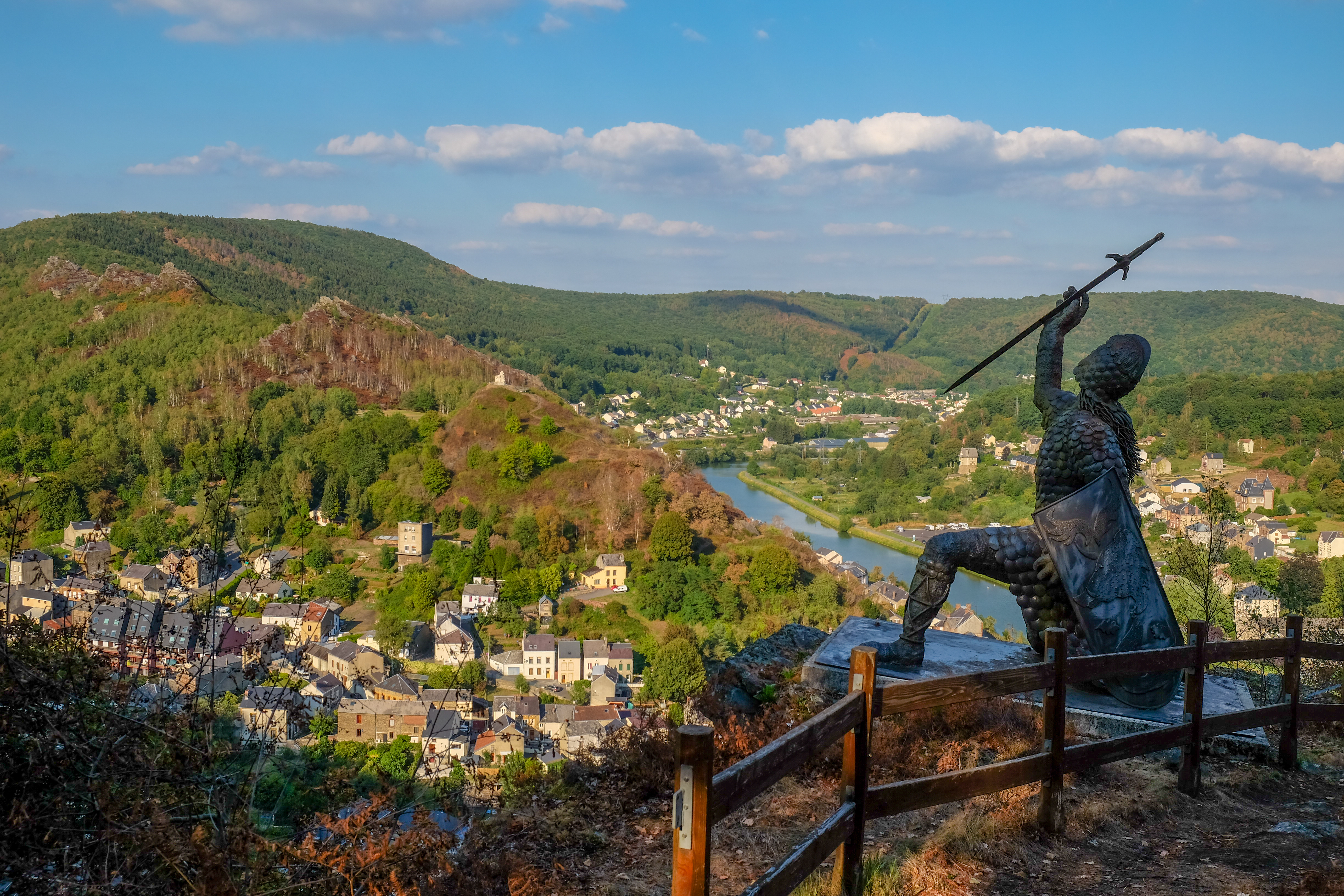
Blick auf Bogny-sur-Meuse
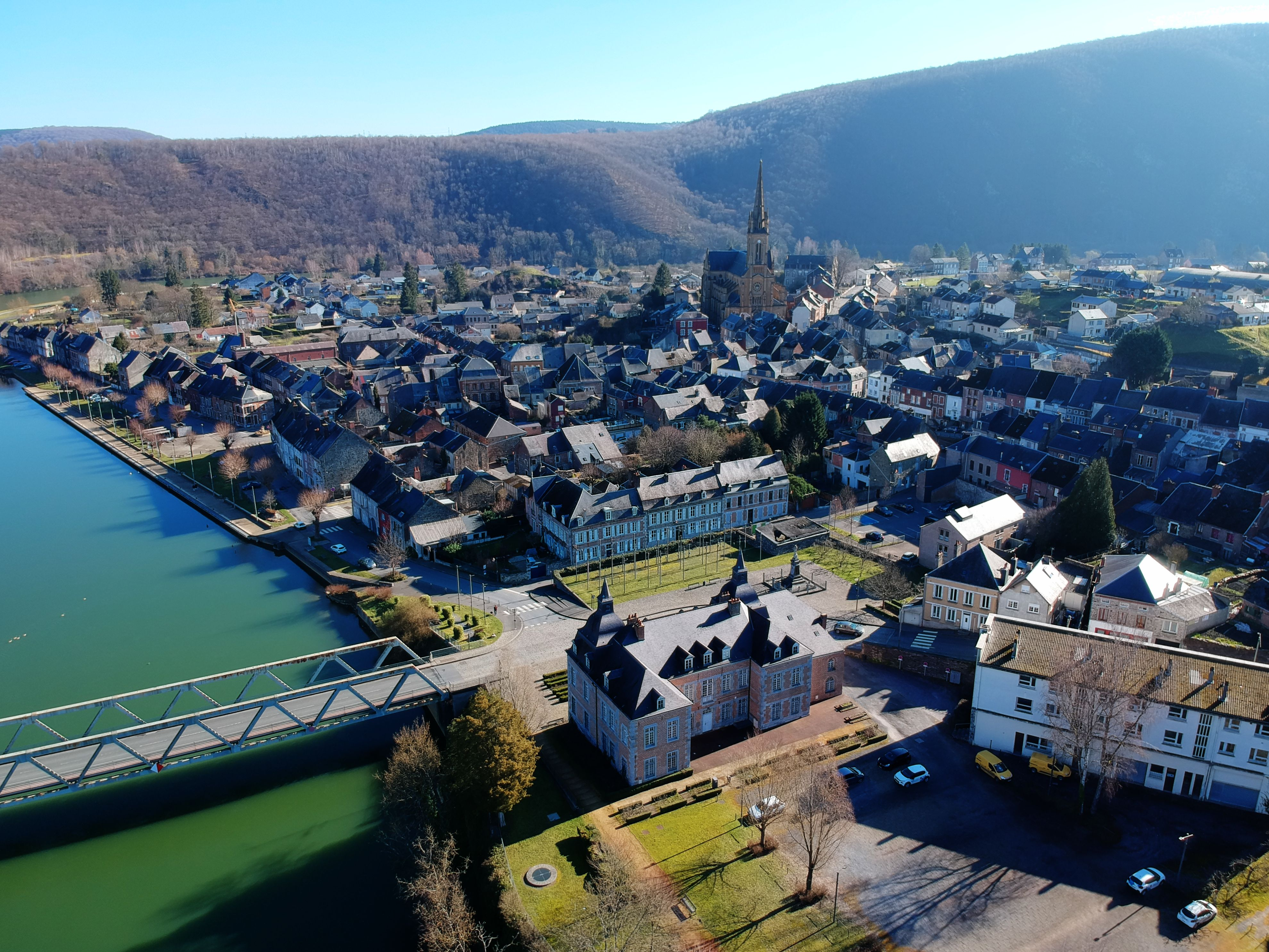
Luftaufnahme von Fumay
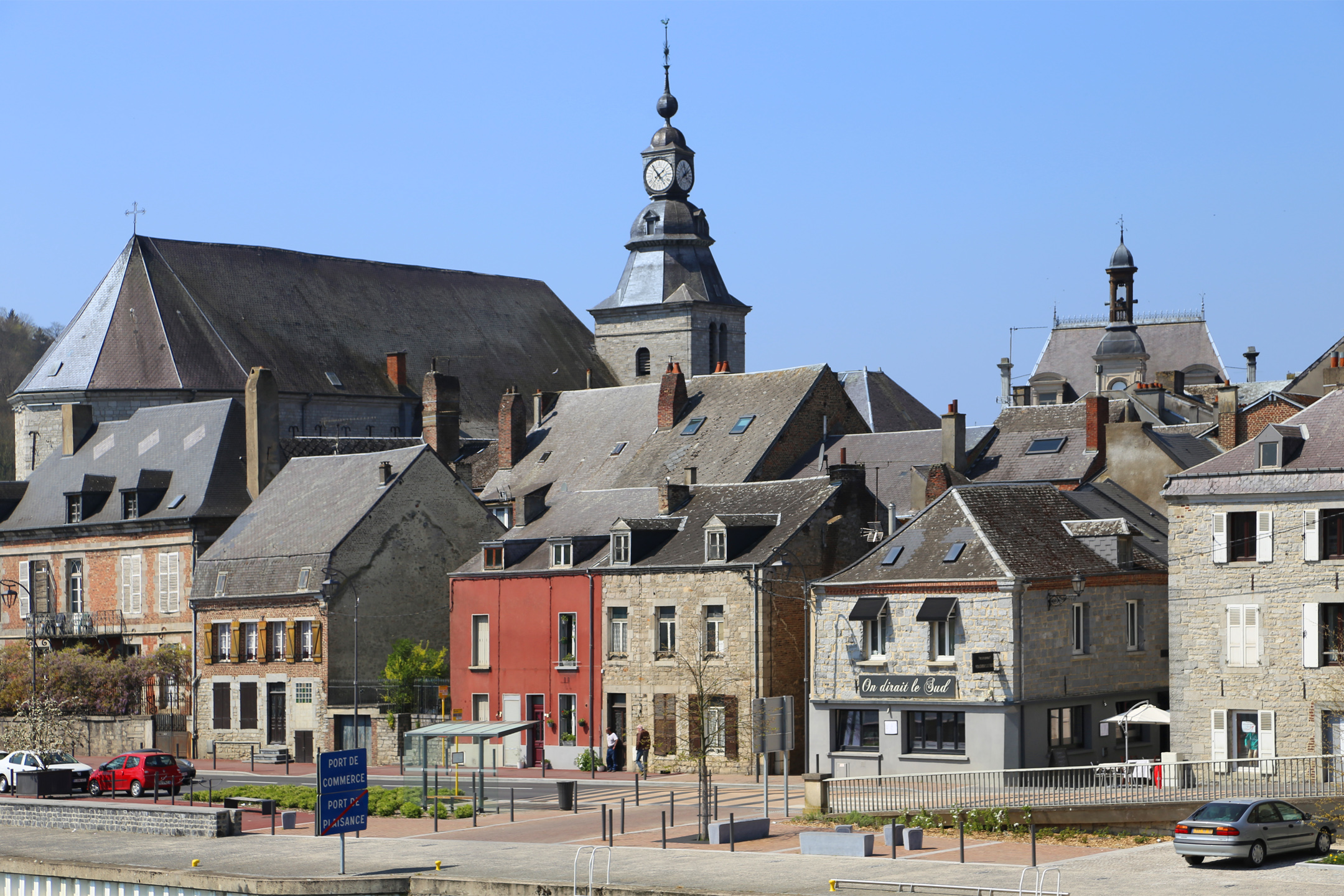
Die Stadt Givet
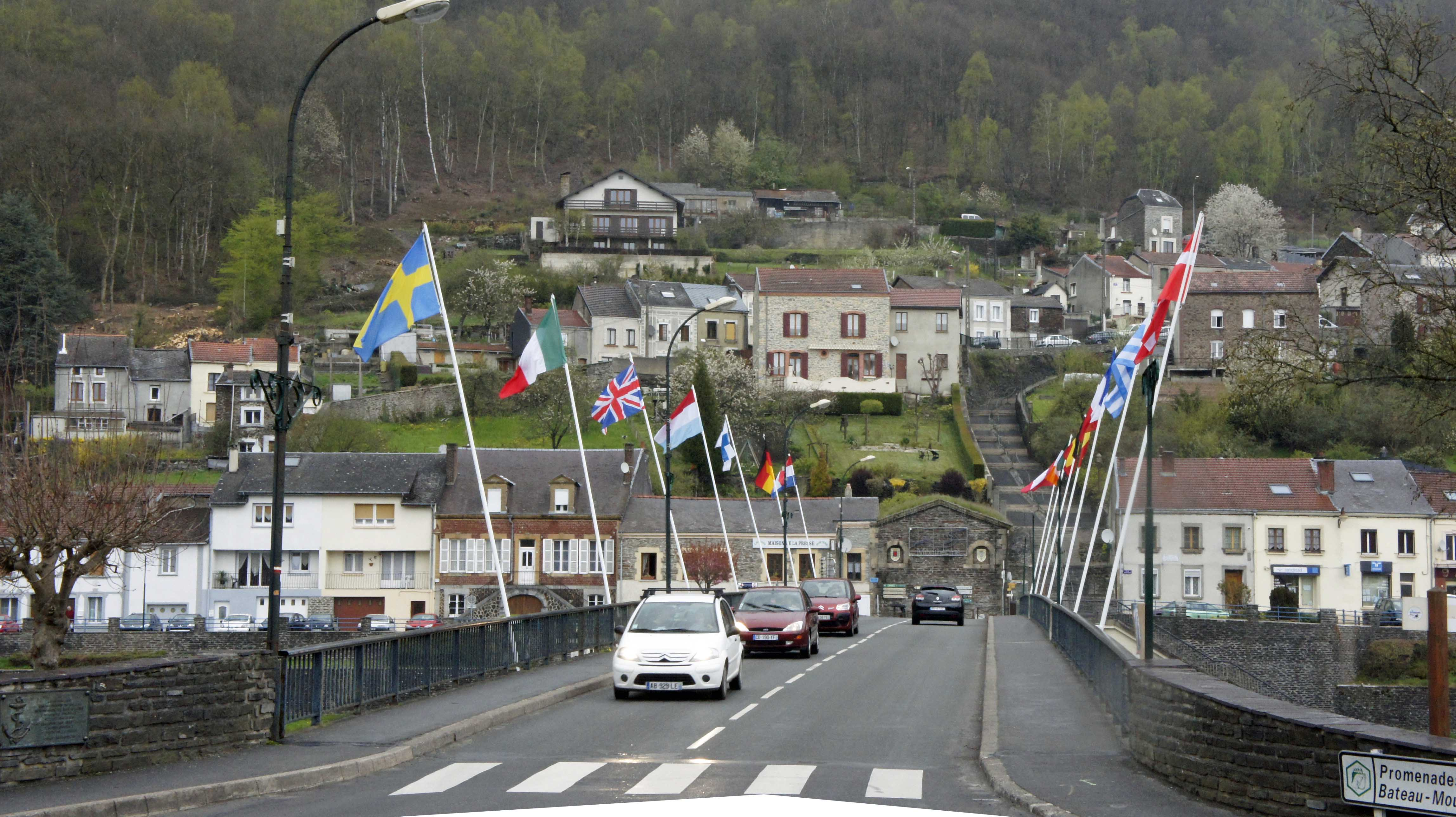
Brücke über die Maas in Monthermé
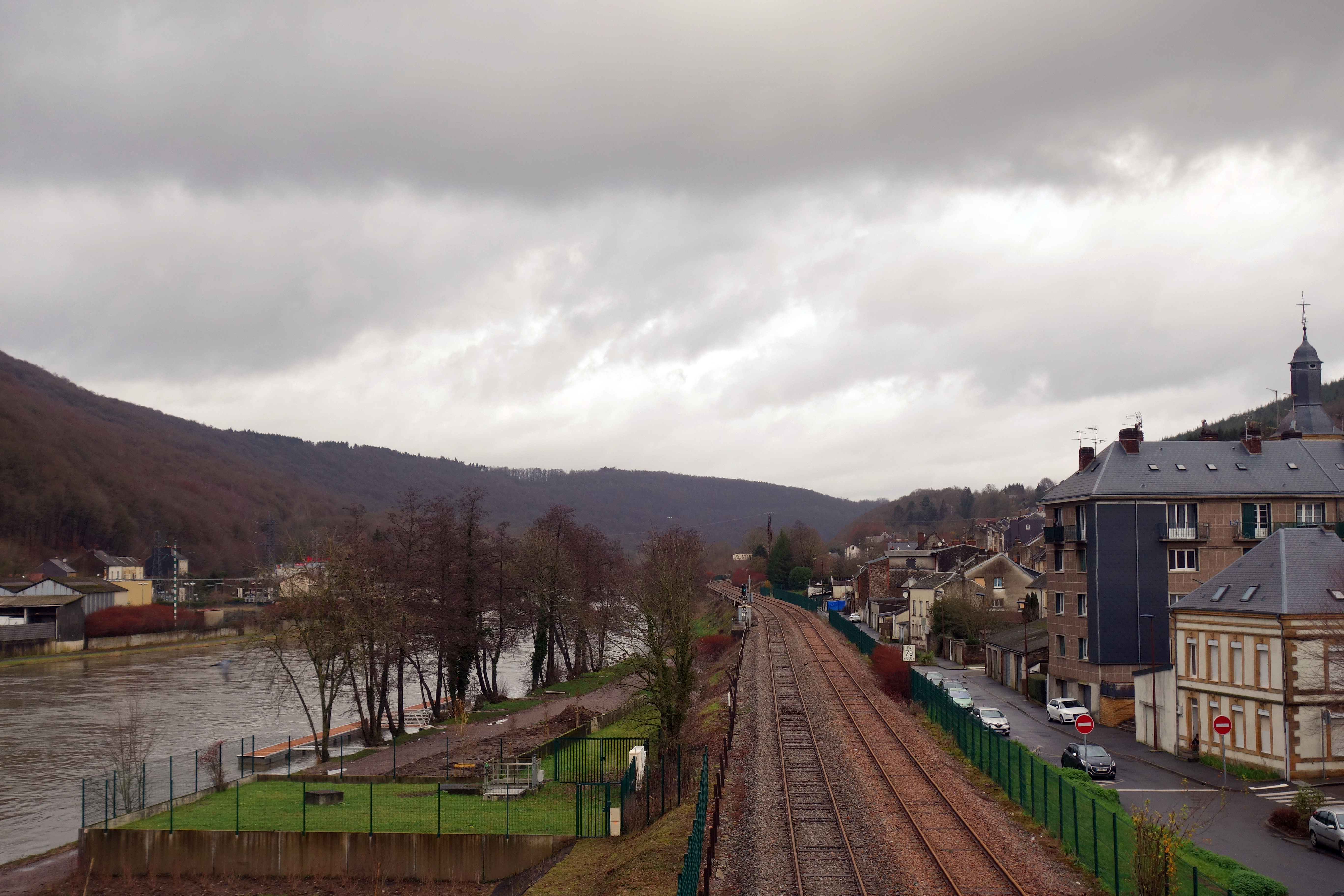
Blick auf Nouzonville
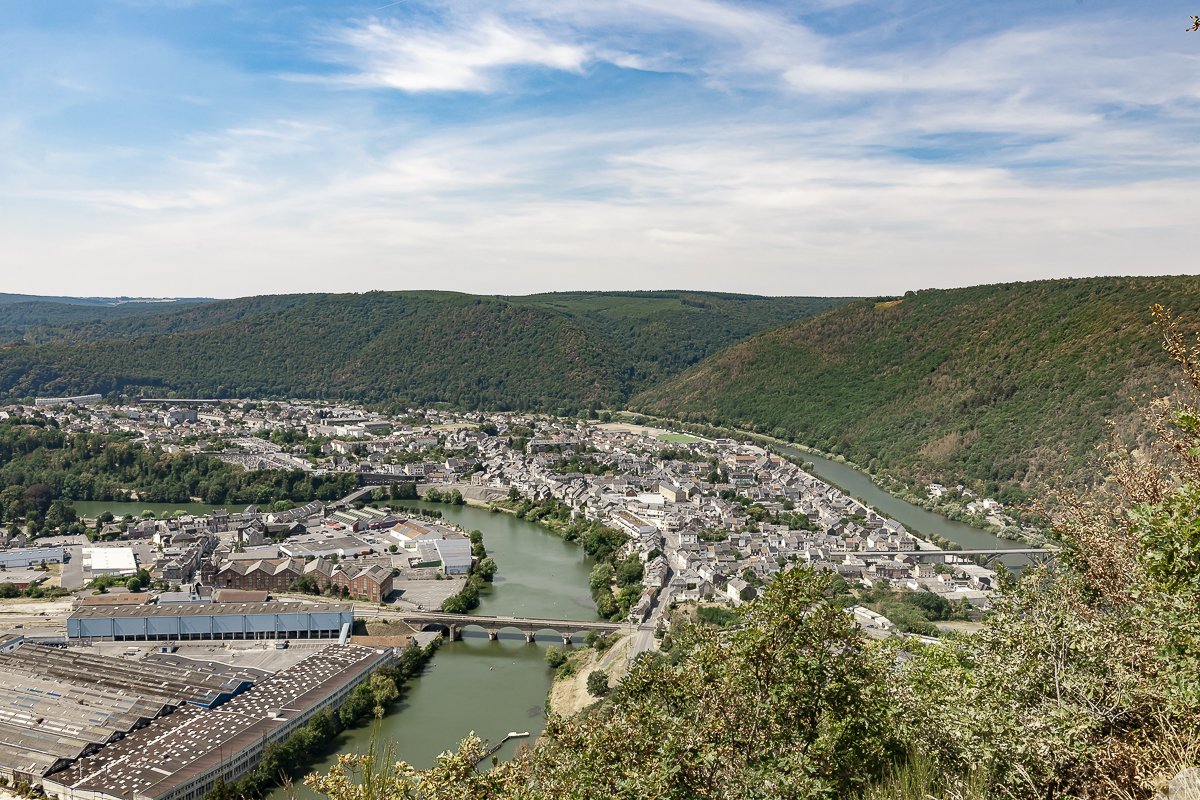
Revin und die Mäander der Maas
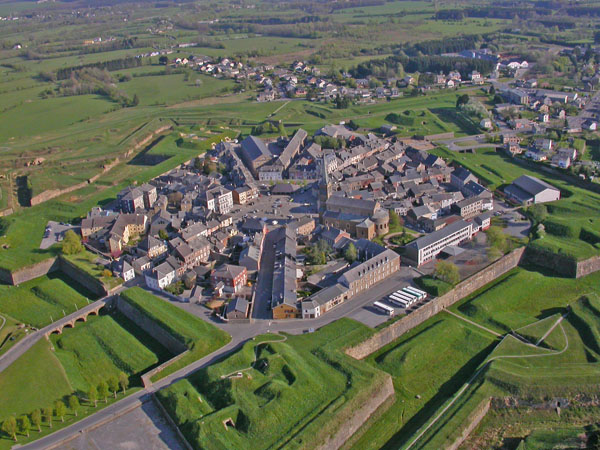
Luftaufnahme der Festungsanlage in Rocroi

## Landschaften
- Die Pointe de Givet

Das nördlichste Gebiet im Naturpark, die Pointe de Givet, ist ein Hügelland, in dem sich die Landschaft öffnet und der Wald einer gemischten Landwirtschaft an den sanften Hängen Platz macht. Blaustein, ein lokaler Kalkstein, der fein geschnitten werden kann, wird oft in Gebäudekonstruktionen verwendet und spiegelt sich dann in sehr schönen Fassaden wider. Besonders markant liegt die Festung Charlemont, die Zitadelle von Givet, auf einem Felsvorsprung über der Maas, nahe der belgischen Grenze. Hier mündet der Viroin von links und die Houille von rechts in die Maas. Ein Teil der Naturlandschaft ist als Réserve naturelle nationale de la Pointe de Givet unter der Nummer FR3600145 registriert, ein anderer Teil, am Ufer des Viroin, als Réserve naturelle nationale de Vireux-Molhain unter der Nummer FR3600104.

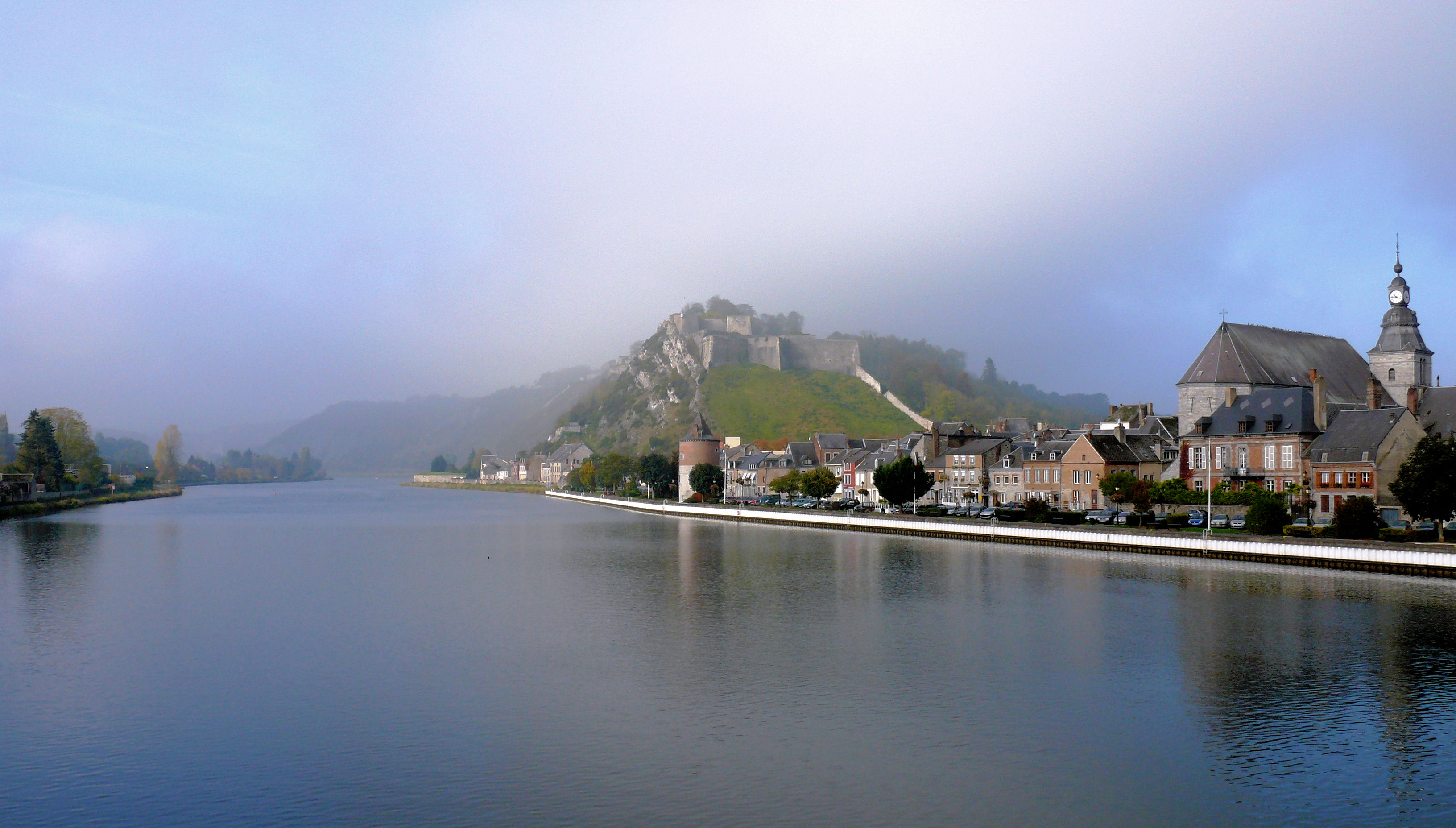
Givet mit der Festung Charlemont und dem Turm Victoire an der Maas
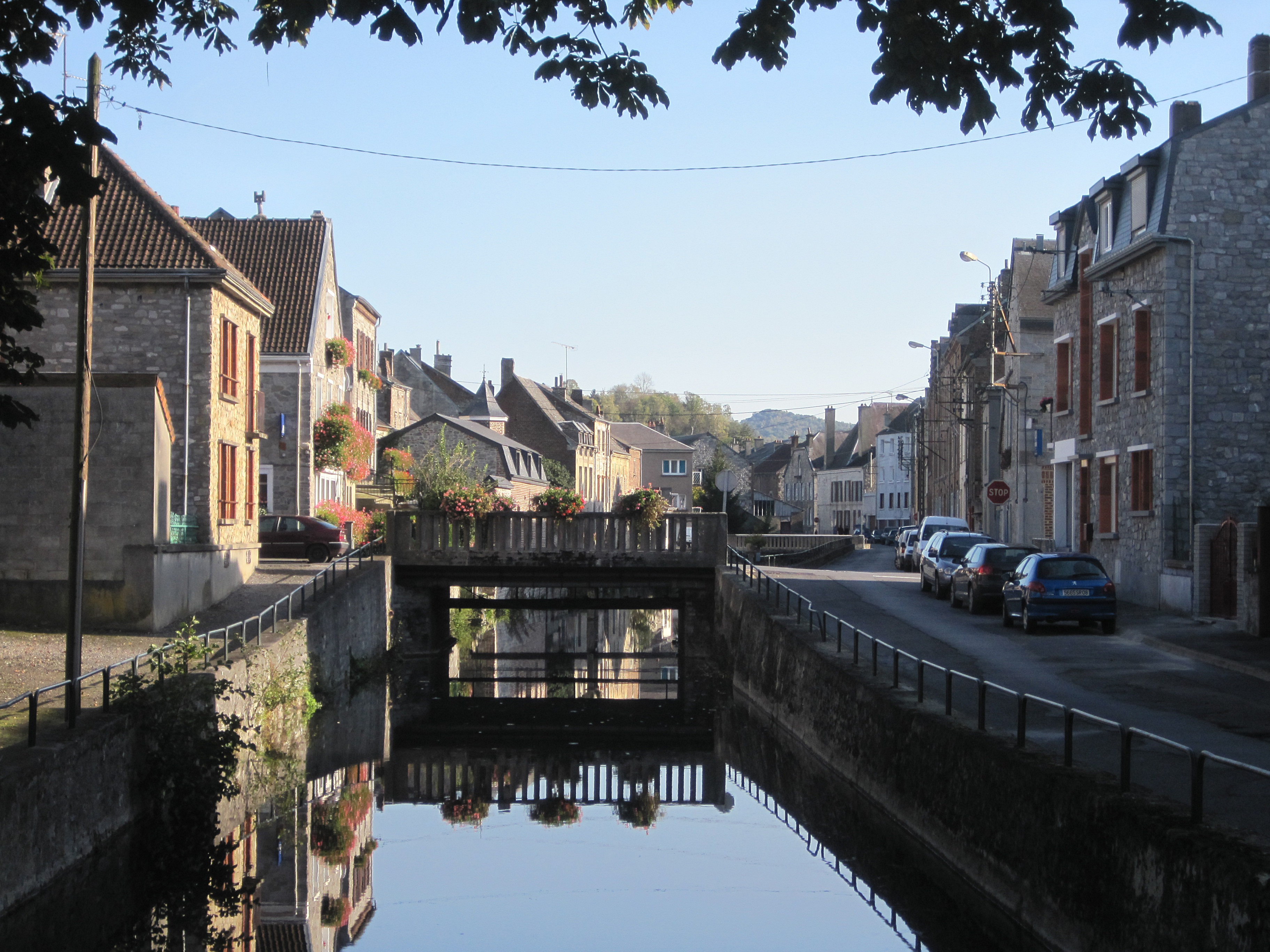
Die Houille im Stadtgebiet von Givet
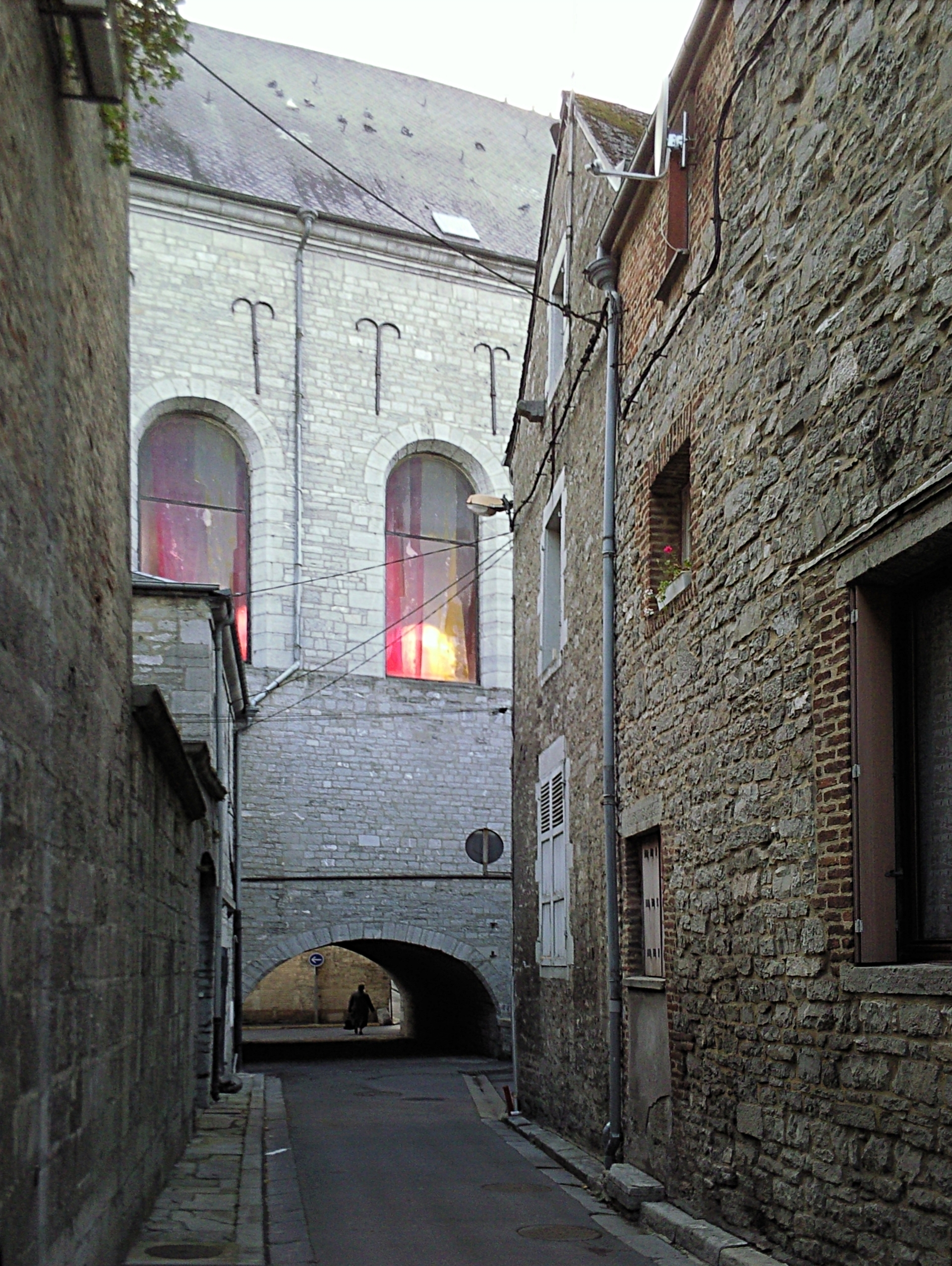
Die aus Blaustein errichtete Kirche Saint-Hilaire in Givet
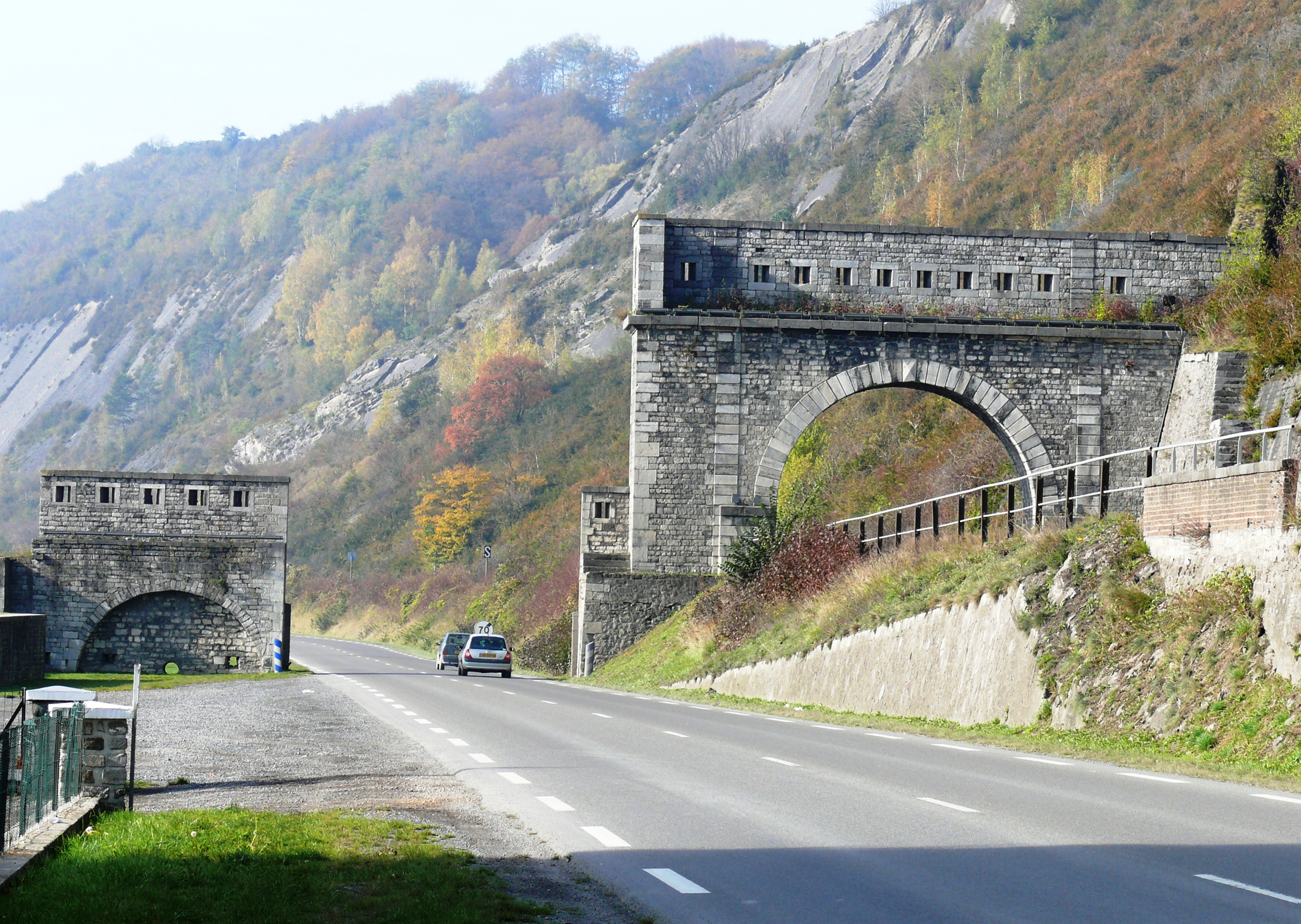
Givet - Porte de France
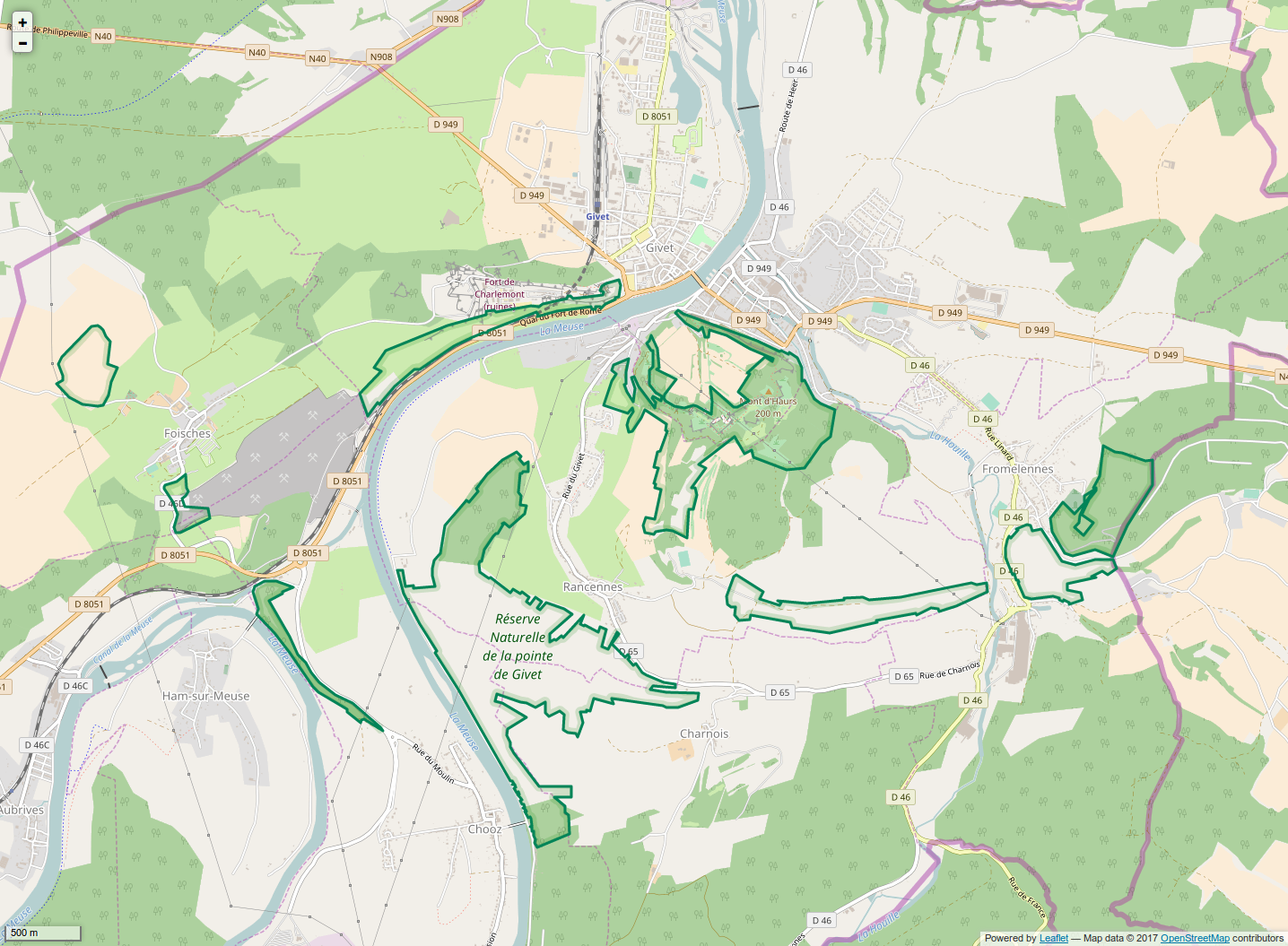
Die Ausdehnung des Naturschutzgebietes Pointe de Givet

- Das Ardennen-Massiv

Das Gebirgsplateau der Ardennen liegt nur teilweise im gleichnamigen französischen Naturpark. Es erstreckt sich auch über Gebiete in Deutschland, Belgien und Luxemburg. Der französische Anteil liegt im Osten des Naturparks mit Höhen von 400 bis 500 Metern, die Richtung Westen und Süden auf 200 bis 300 Meter zurückgehen. Es handelt sich um ein sehr ausgedehntes Waldgebiet mit geringer Besiedelungsdichte, das jedoch von den zwei großen Flüssen, der Maas und der Semoy, tief eingeschnitten wurde und heute in den Tallandschaften industriell stark geprägt ist. Hier findet man aber auch viele „geologische Kuriositäten“ und spektakuläre Ausblicke, die durch die Erosion des Gesteines entstanden sind. In diesem Lebensraum sind Sandstein und Schiefer allgegenwärtig. Die Maas wurde auch zum Schifffahrtskanal Canal de la Meuse (früher Canal de l’Est genannt) ausgebaut, der im Abschnitt des Naturparks als kanalisierten Fluss ausgeführt ist, von dem viele Flussschleifen durch Abkürzungskanäle begradigt wurden.

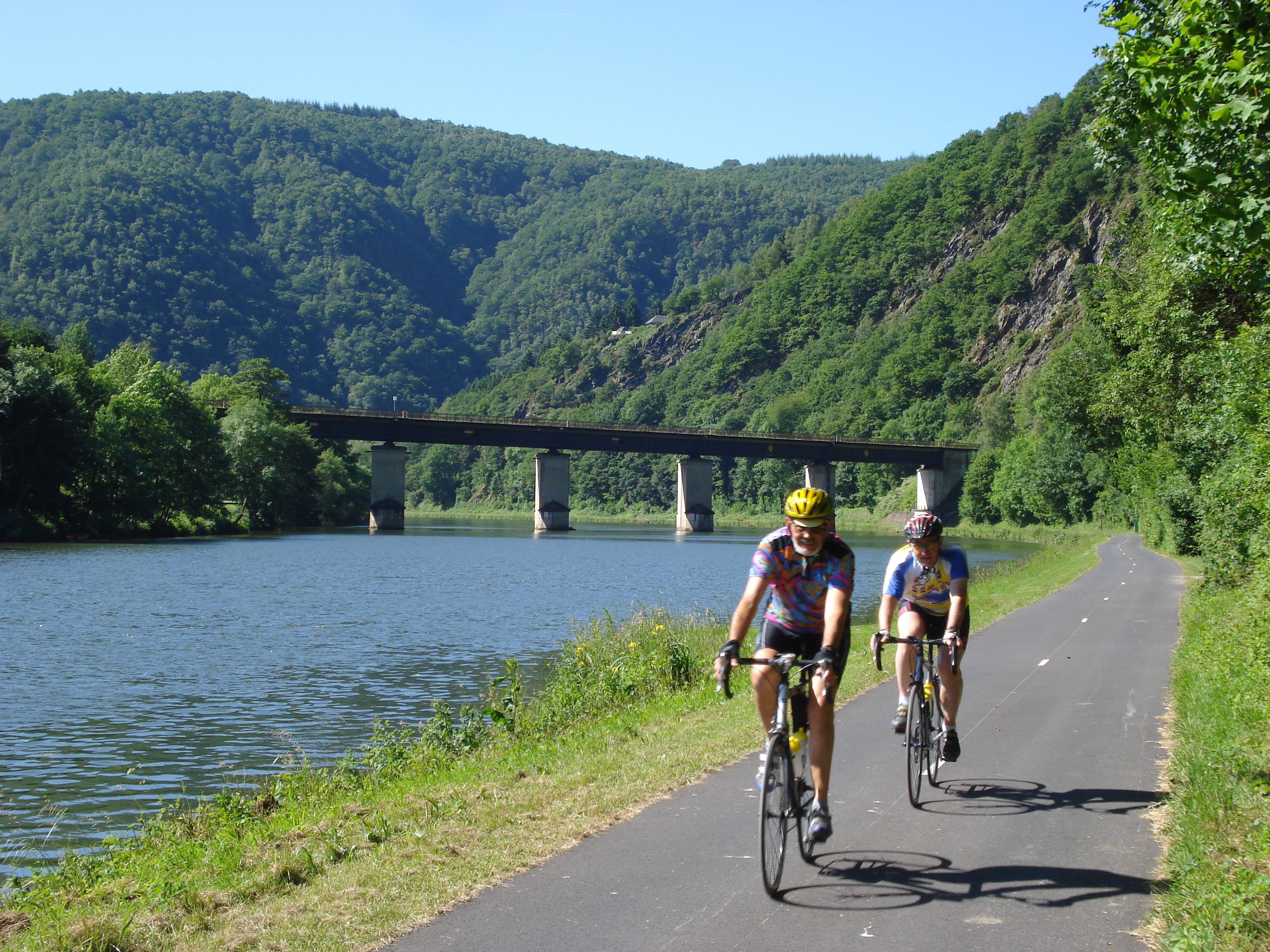
Radweg entlang der Maas bei Laifour
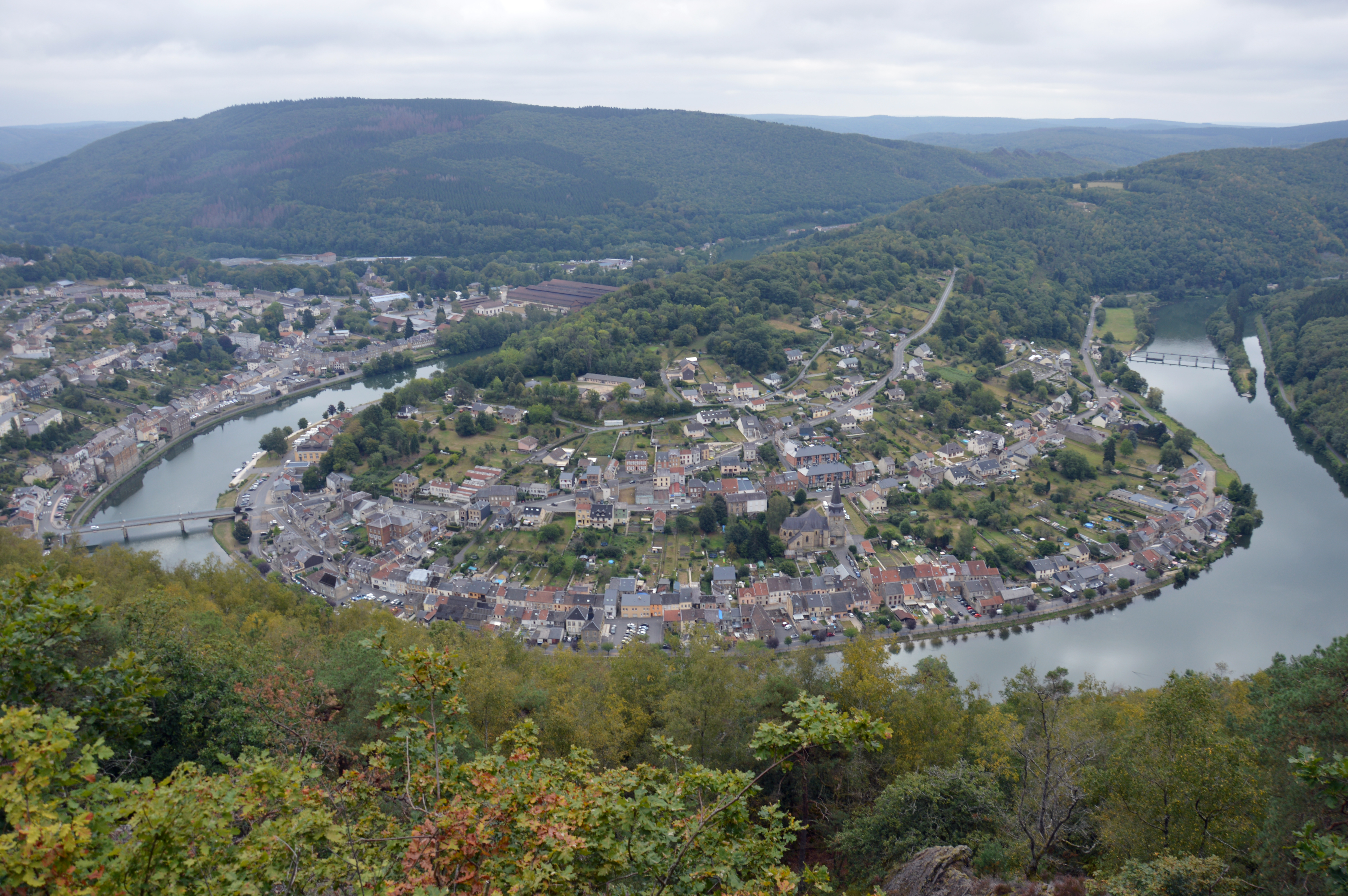
Flussschlinge der Maas bei Monthermé
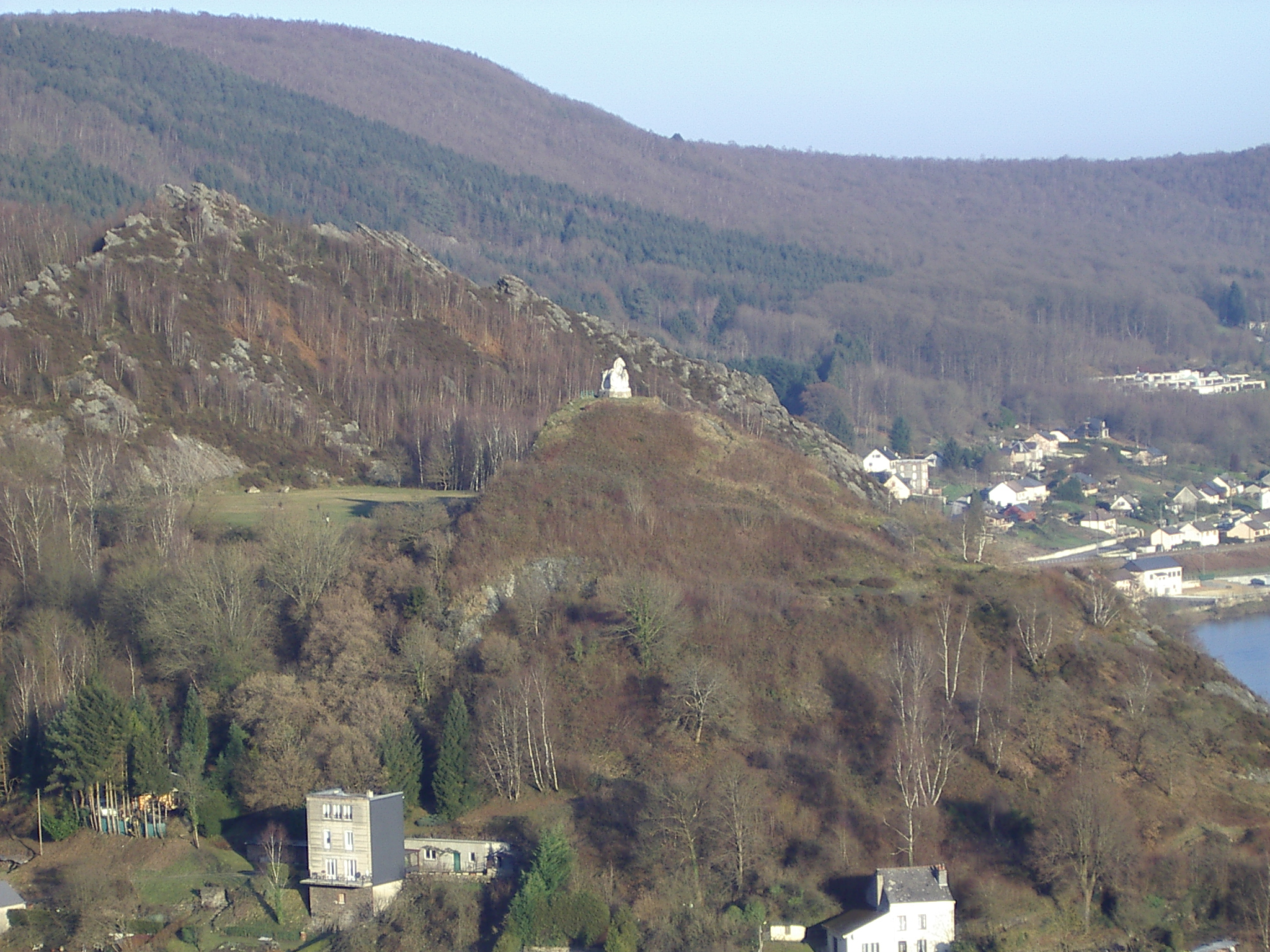
Bogny-sur-Meuse mit der Felsformation Les quatre fils Aymon
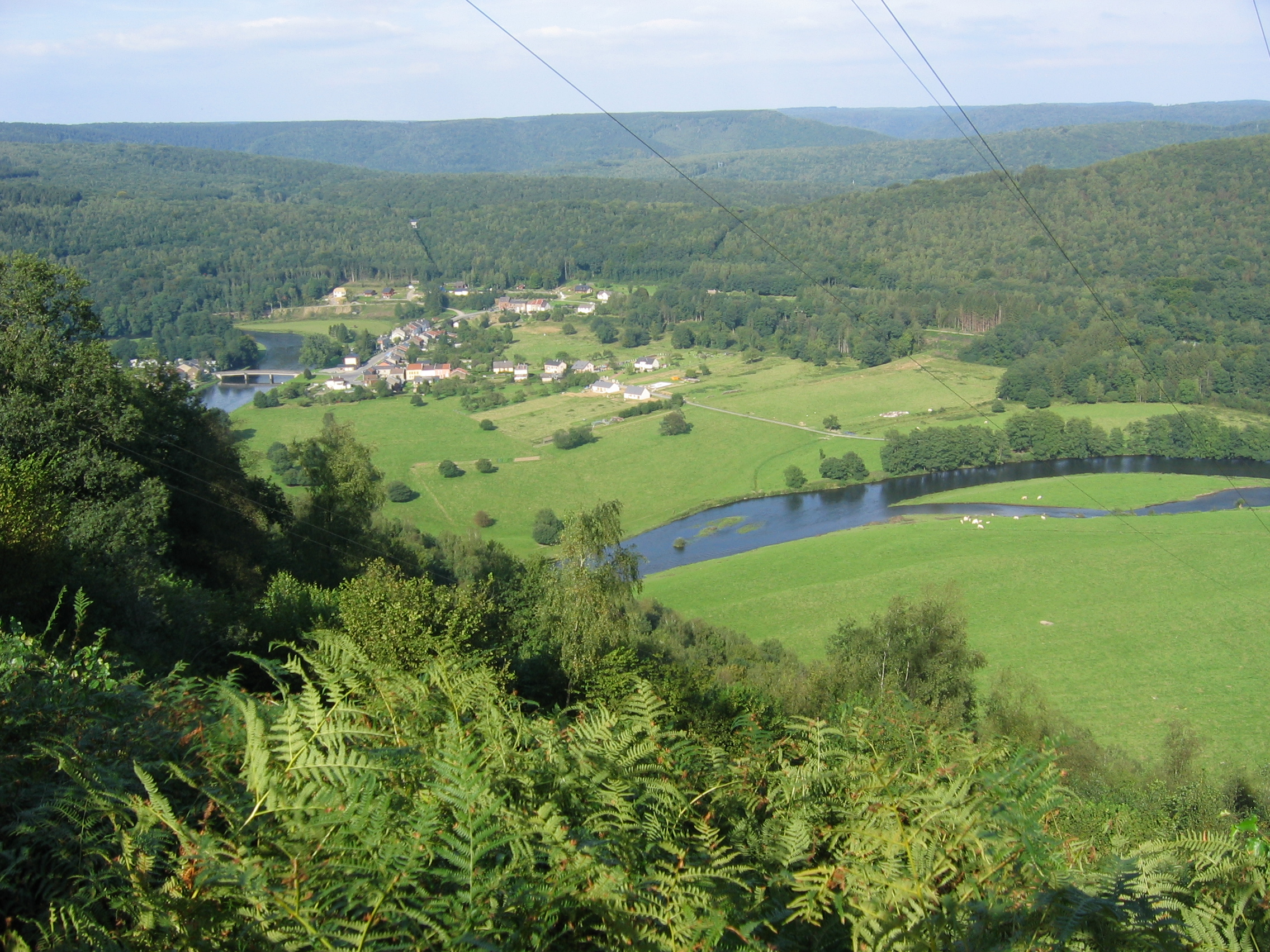
Blick auf Tournavaux und die Semoy
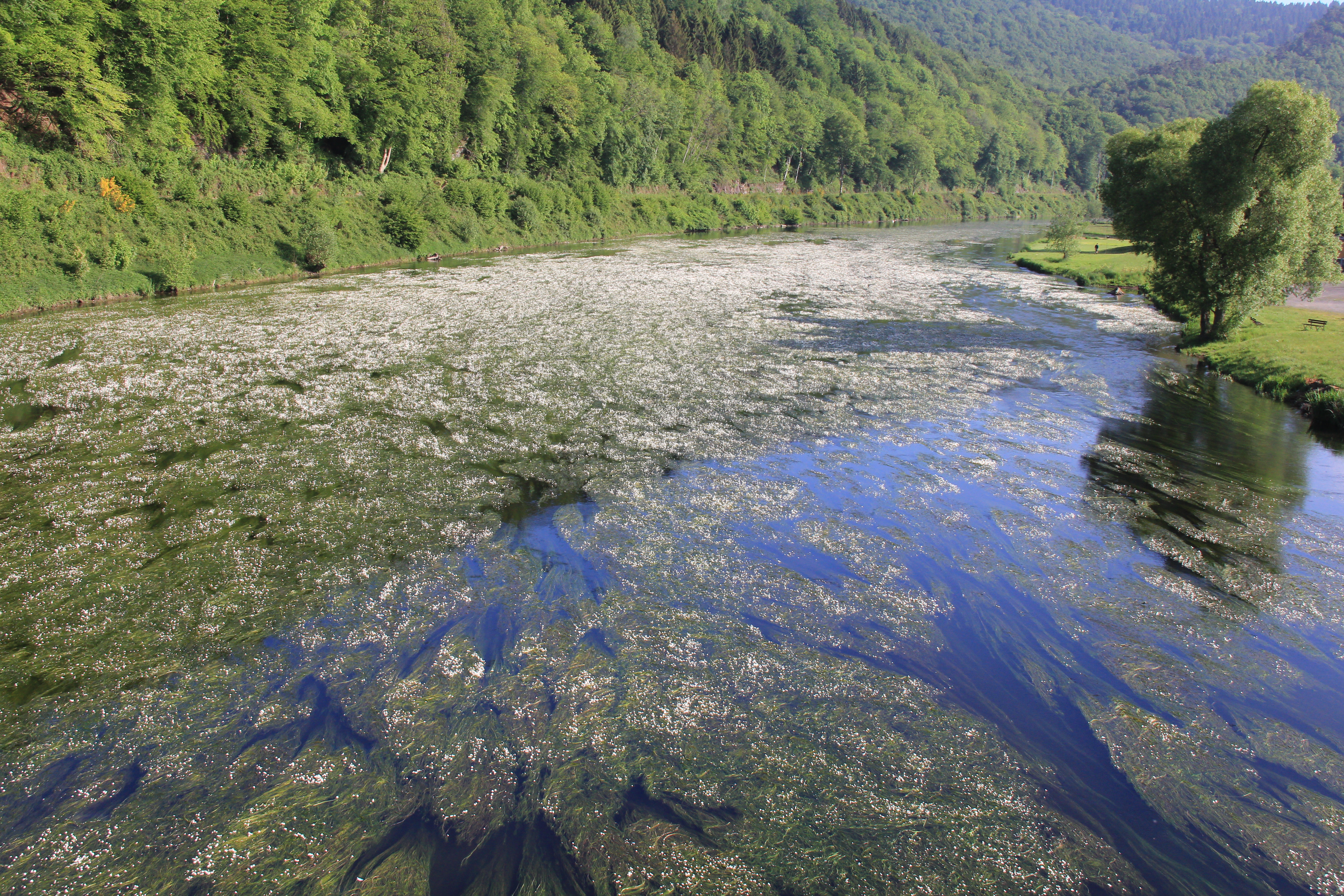
Die Semoy mit blühenden Wasserpflanzen
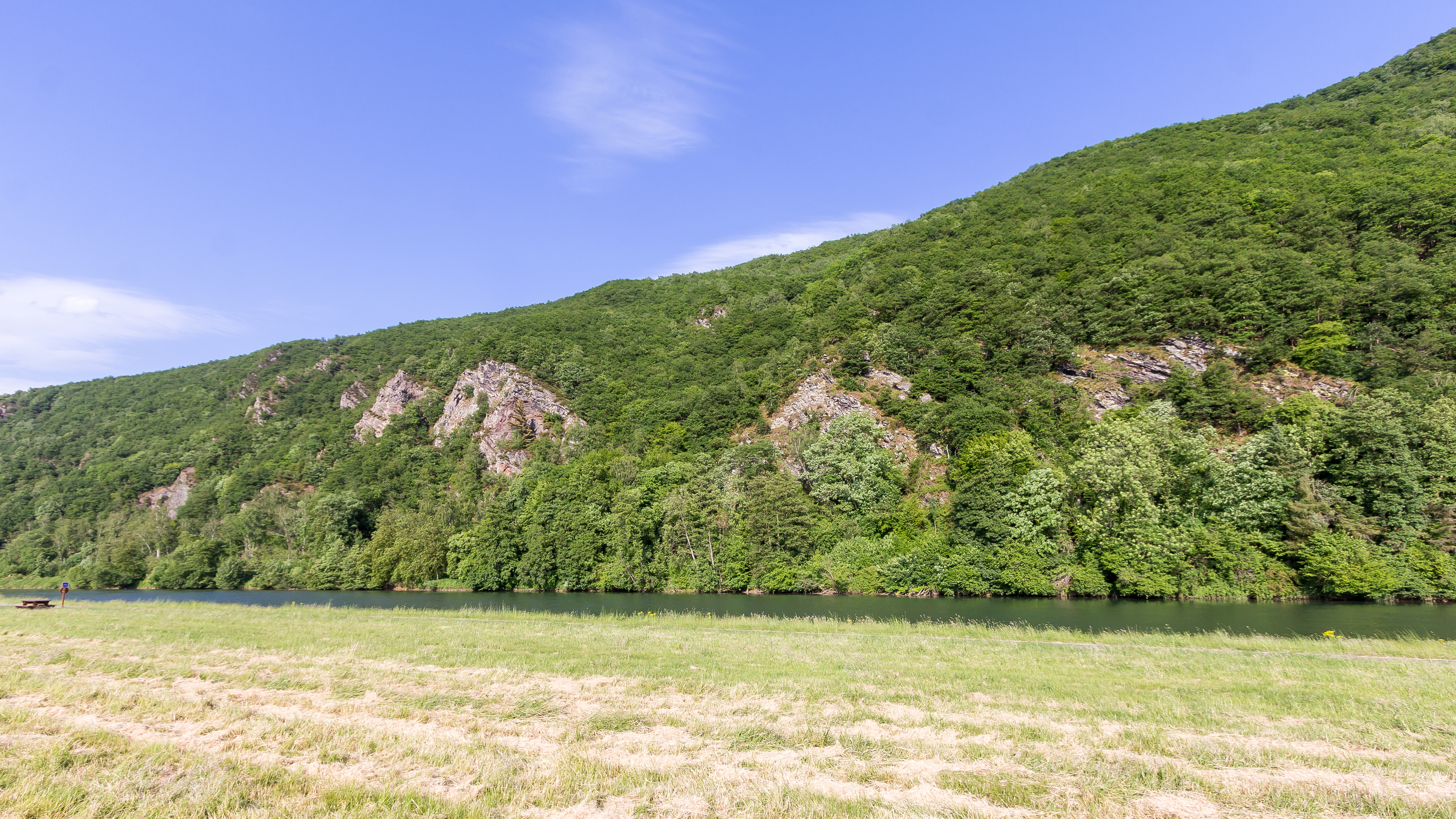
Felsformationen in der Nähe von Fumay
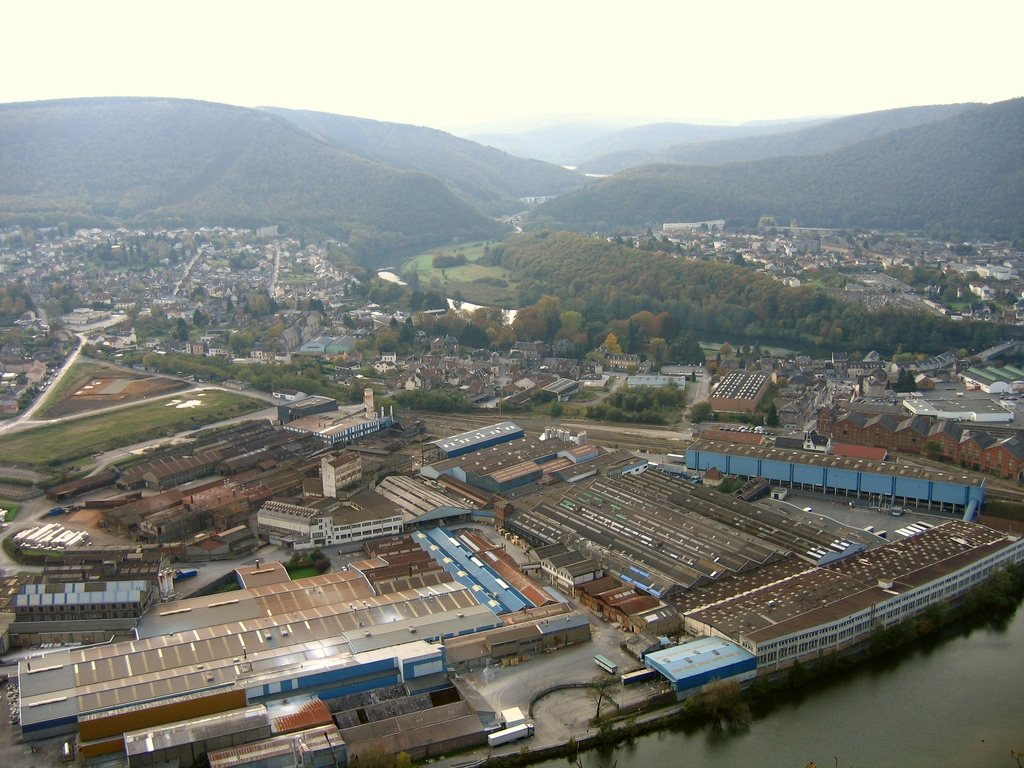
Industriekomplex bei Revin
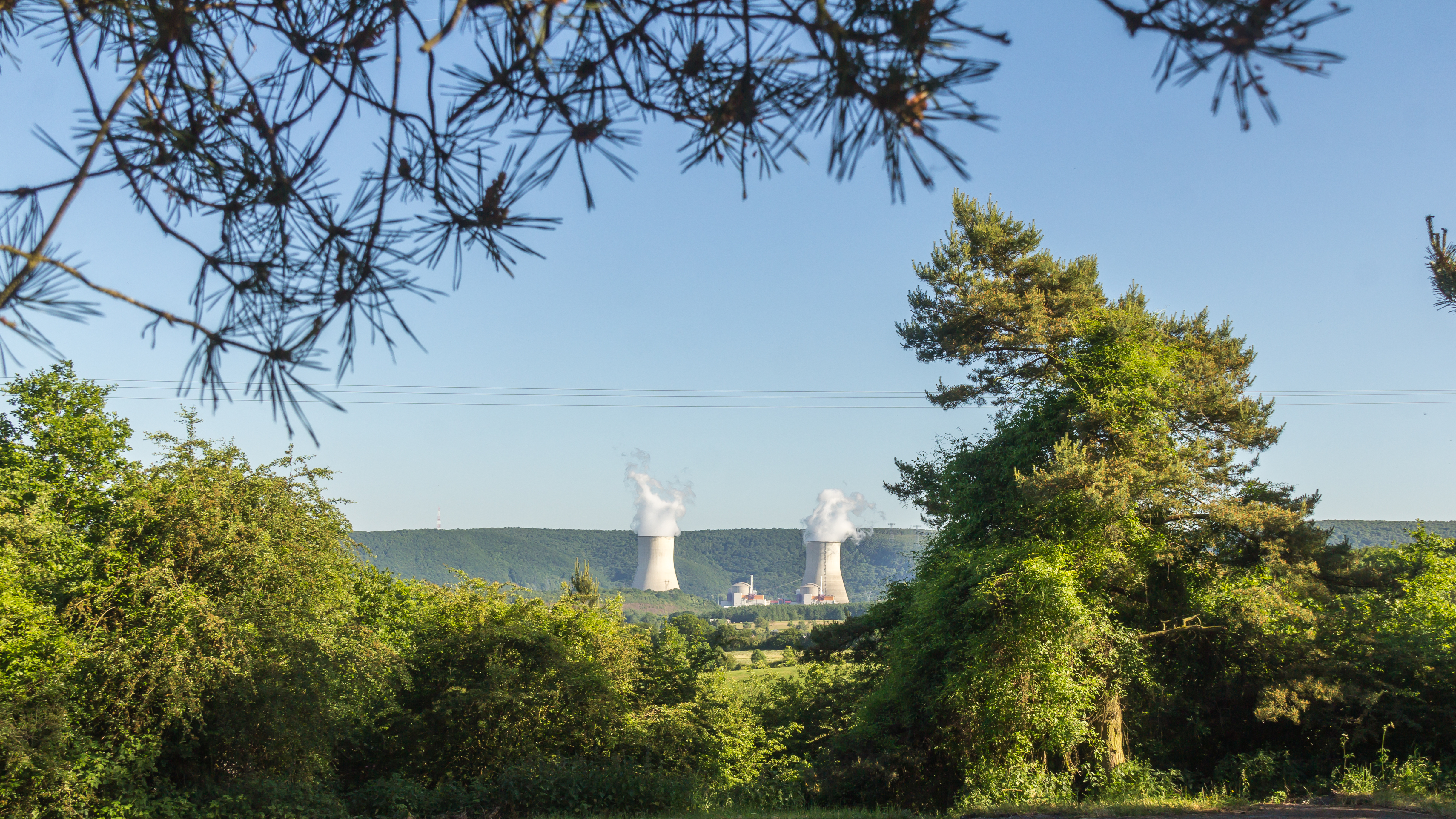
AKW Chooz – auch das gibt es im Naturpark!
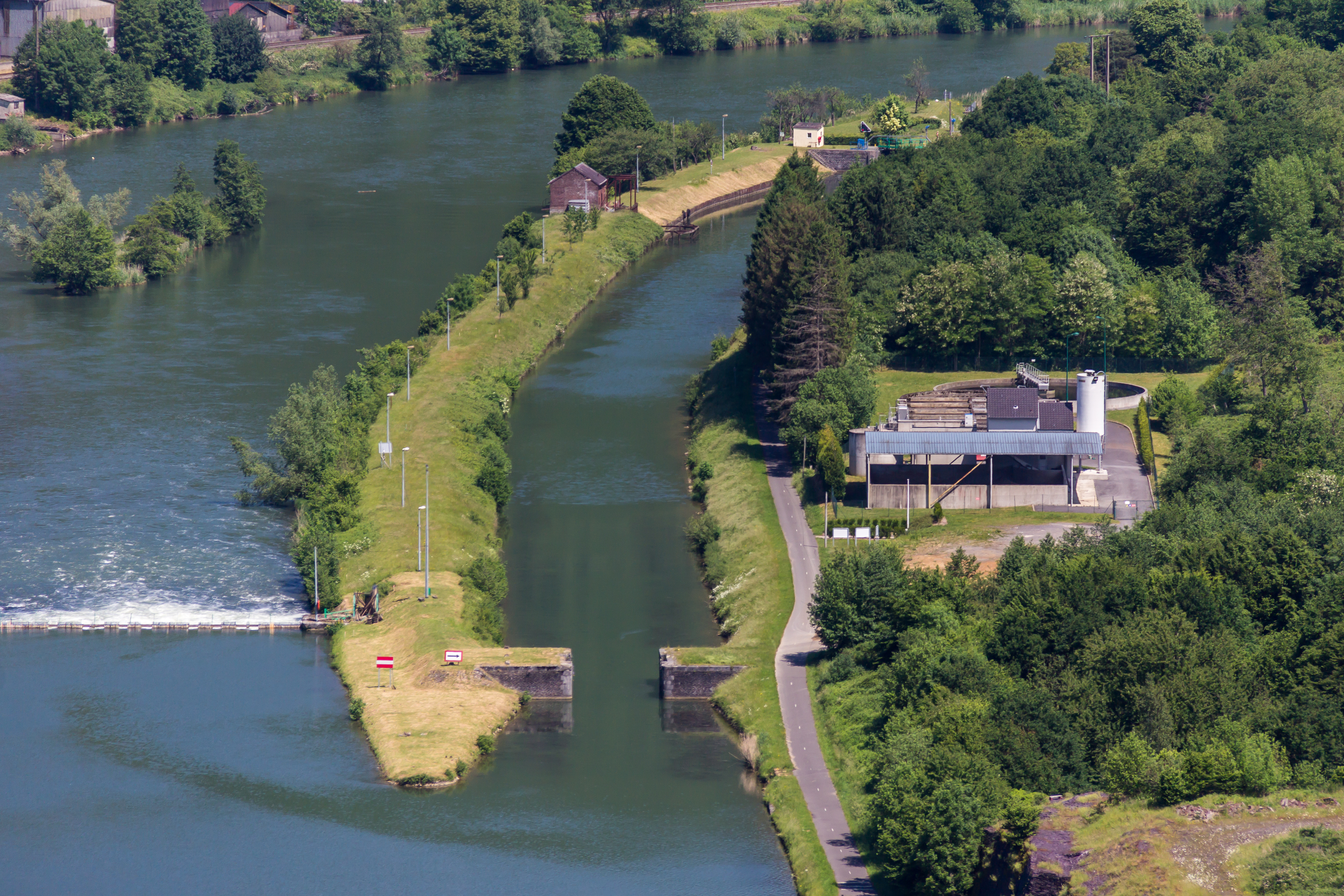
Staustufe am Canal de la Meuse bei Haybes
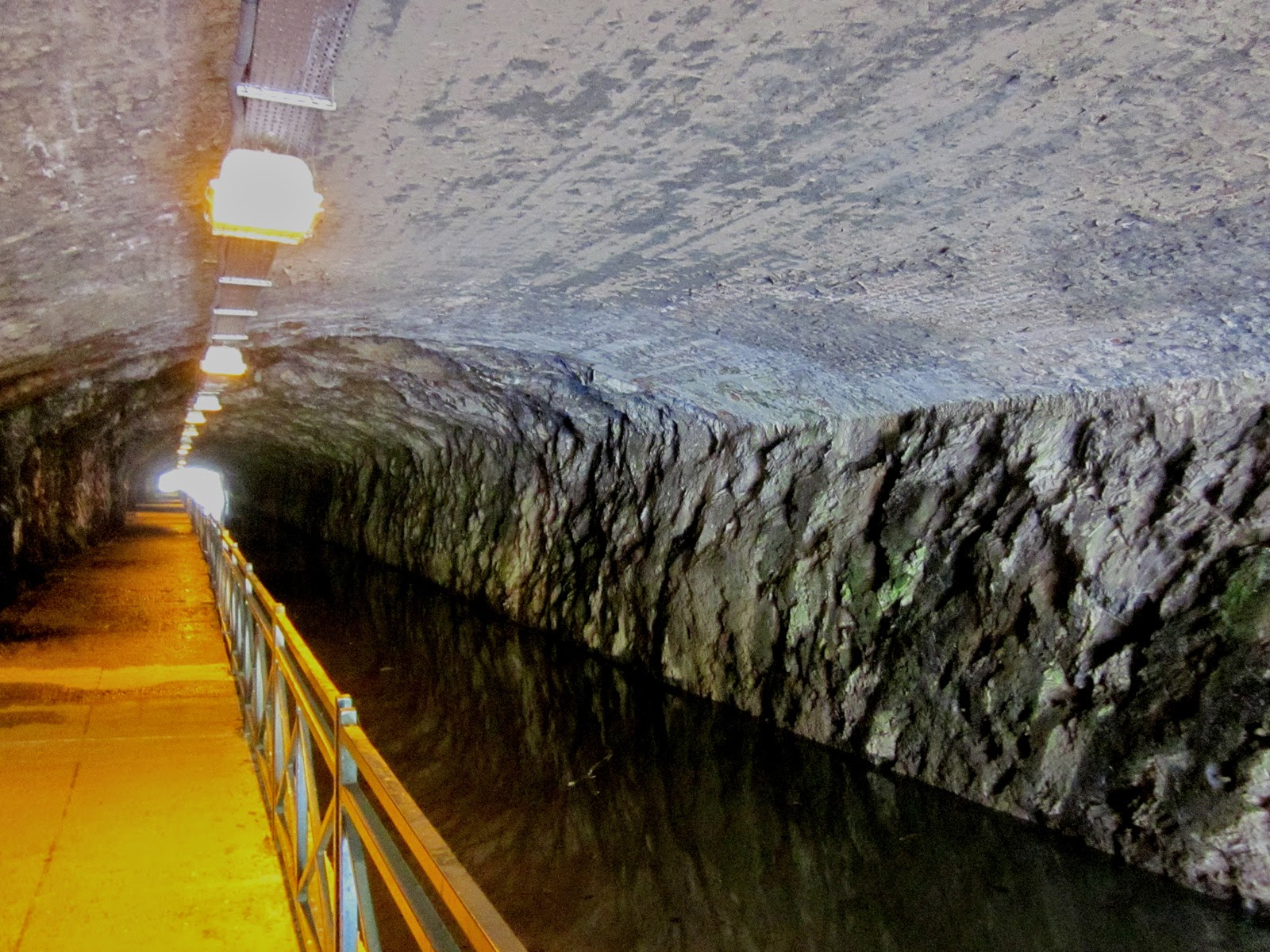
Schifffahrtstunnel am Canal de la Meuse bei Revin

- Das Rocroi-Plateau

Das Rocroi-Plateau liegt im Nordwesten des Naturparks und ist ein feuchtes Bocage-Gebiet, das sich durch zahlreiche, ganz besondere Torfmoore auszeichnet. Dort sind die Wiesen geometrisch geformt und in einem Netz klein geschnittener Hecken liegen vereinzelte Bauernhöfe aus Holz und Lehm. Fast flach verläuft hier das Höhenprofil auf knapp 370 m und die Kleinstadt Rocroi, mit ihren sternförmig angelegten Bastionen, beherrscht die gesamte Hochebene. In diesem Gebiet liegt auch die Wasserscheide zwischen der Maas, die zum Rhein entwässert und der Oise, die zur Seine verläuft.

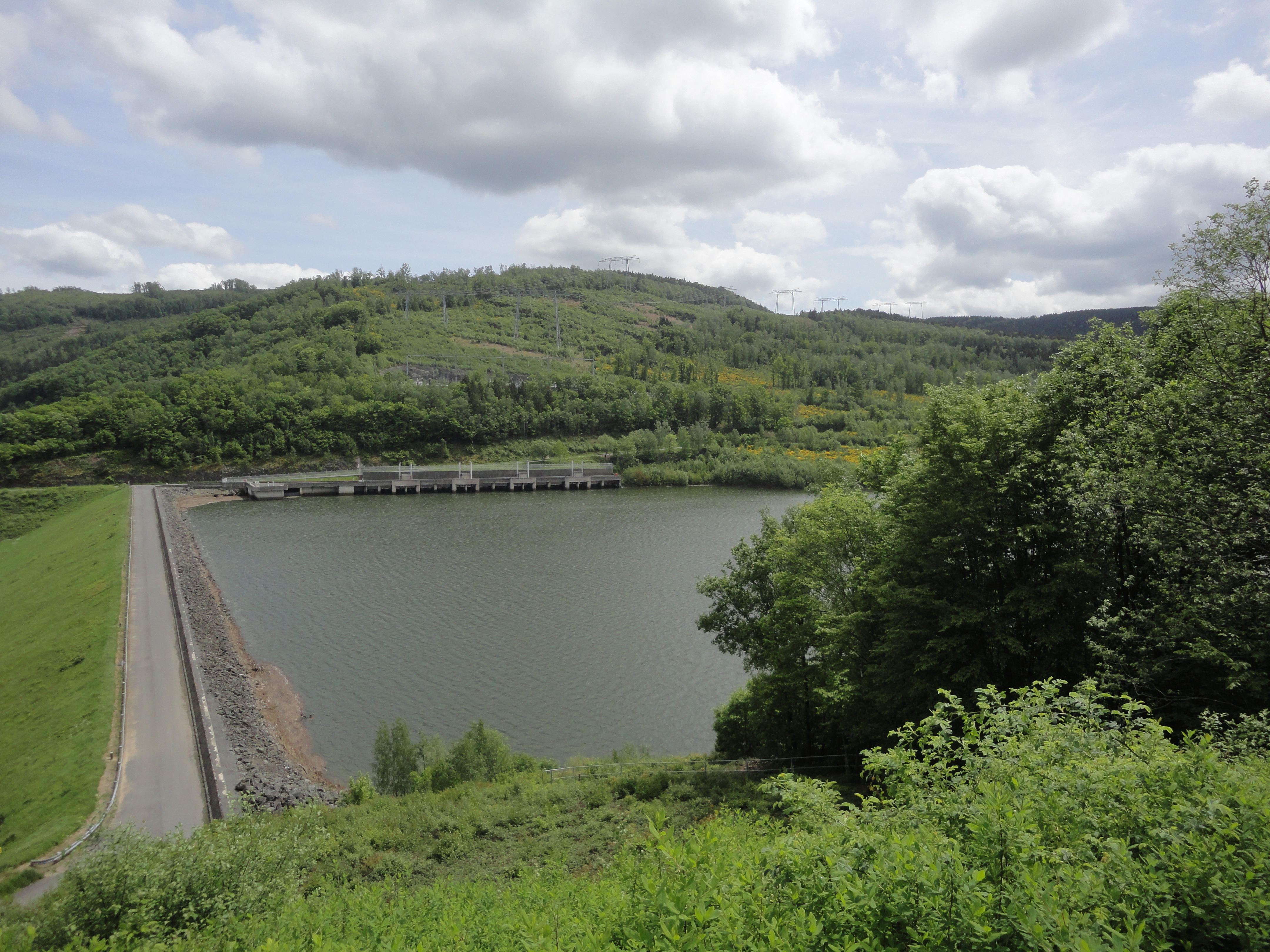
Im Osten der Stausee Bassin de Whitaker am Fluss Fau, der in die Maas mündet.
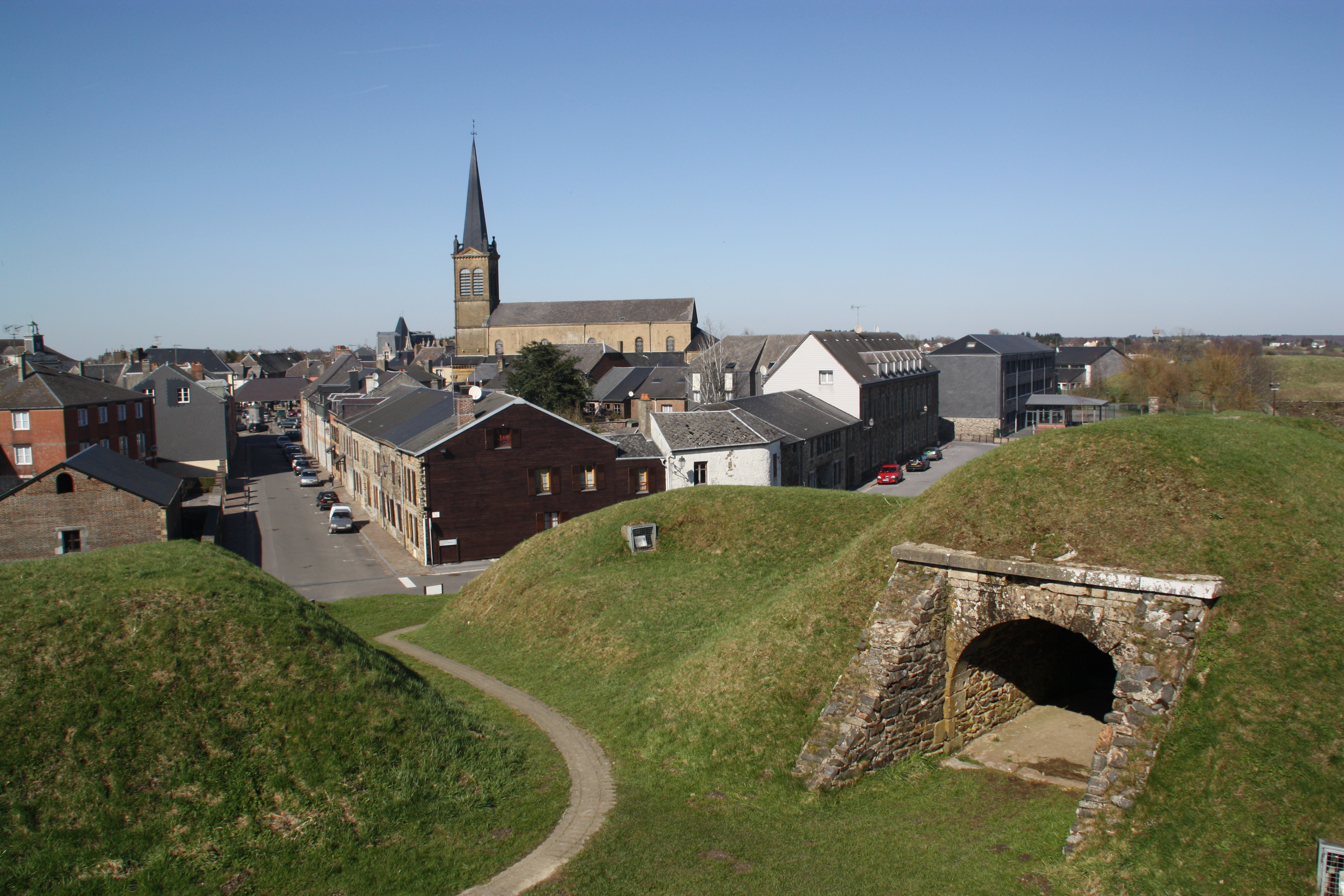
Der Ort Rocroi mit seinen Festungsanlagen
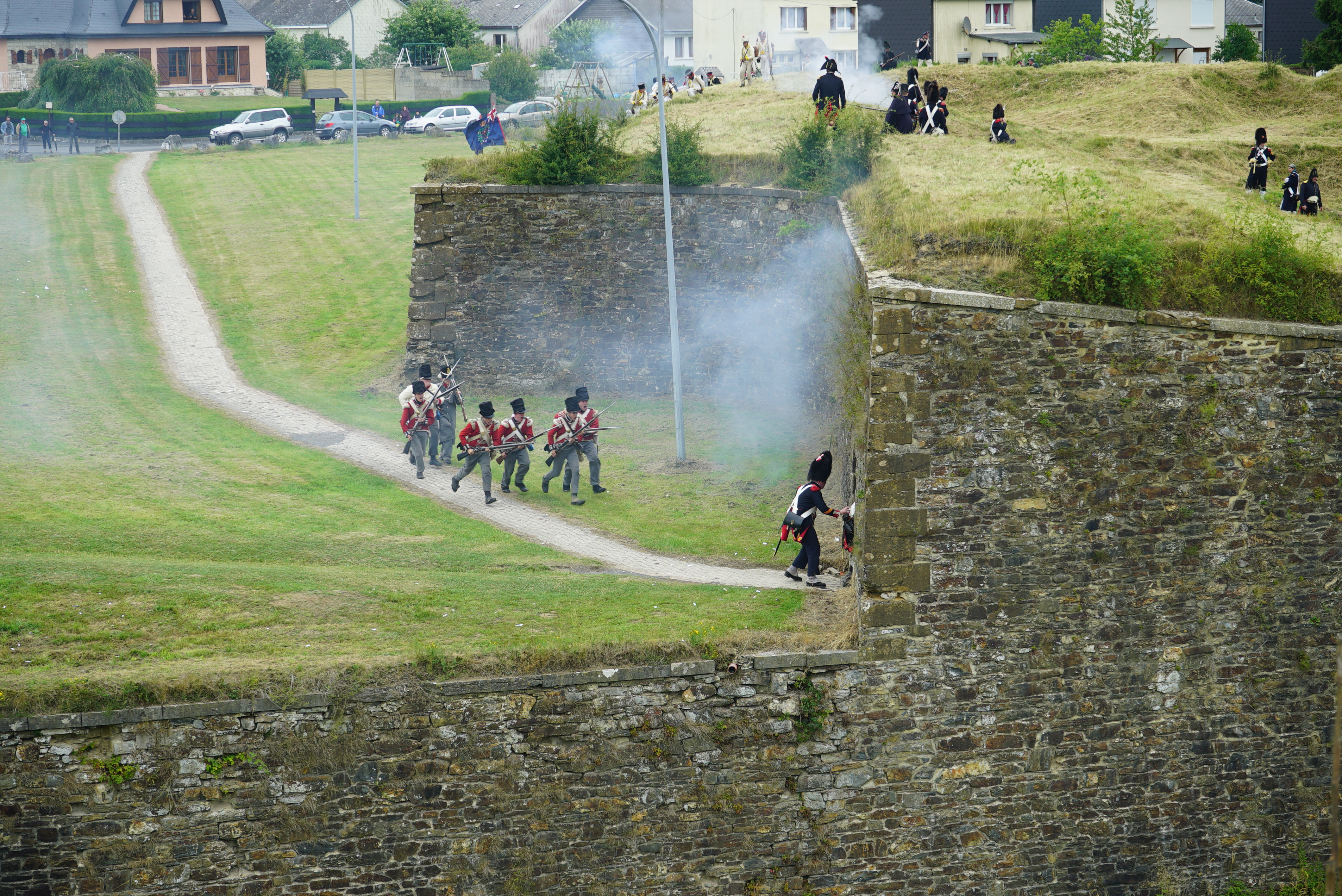
Nachstellung der Schlacht von Rocroi 1871
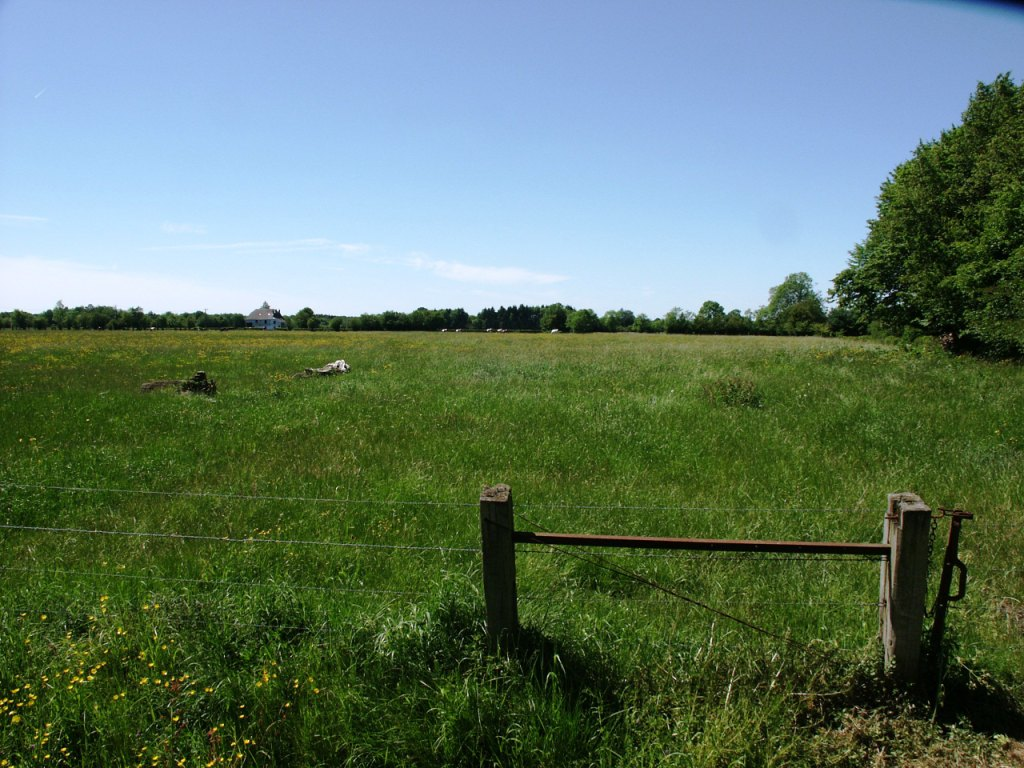
Die Bocage-Landschaft um Rocroi
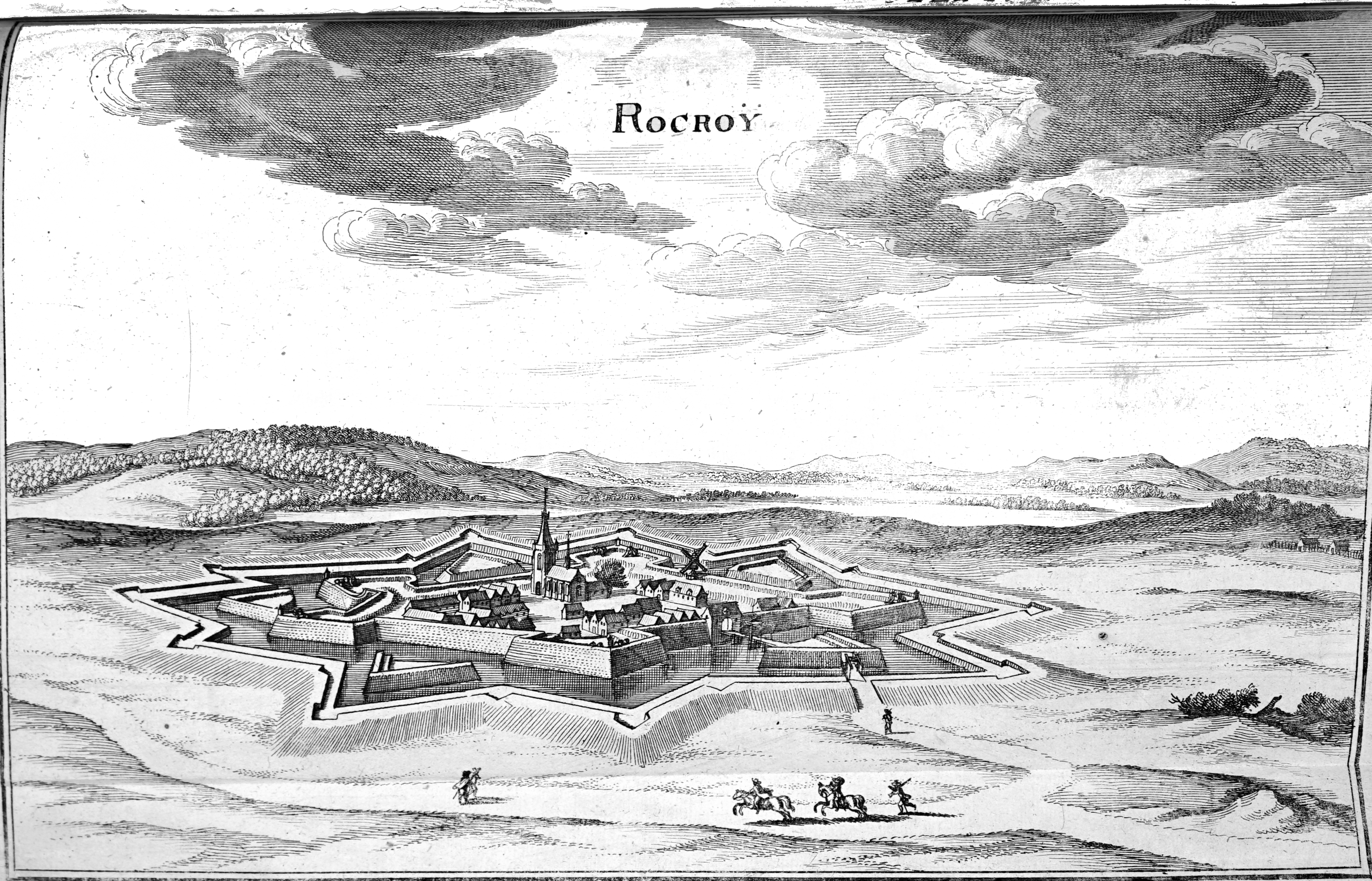
Rocroi 1655

- Das Tal der Sormonne

Die Sormonne ist ein Fluss, der im Südwesten und Süden des Naturparks verläuft. Es besteht aus einem breiten Landschaftsstreifen, in dem sich Wiesen und Ackerflächen treffen, unterbrochen von Hecken und Obstgärten, insbesondere in den Niederungen. Der Fluss mündet bei Charleville-Mézières in die Maas.

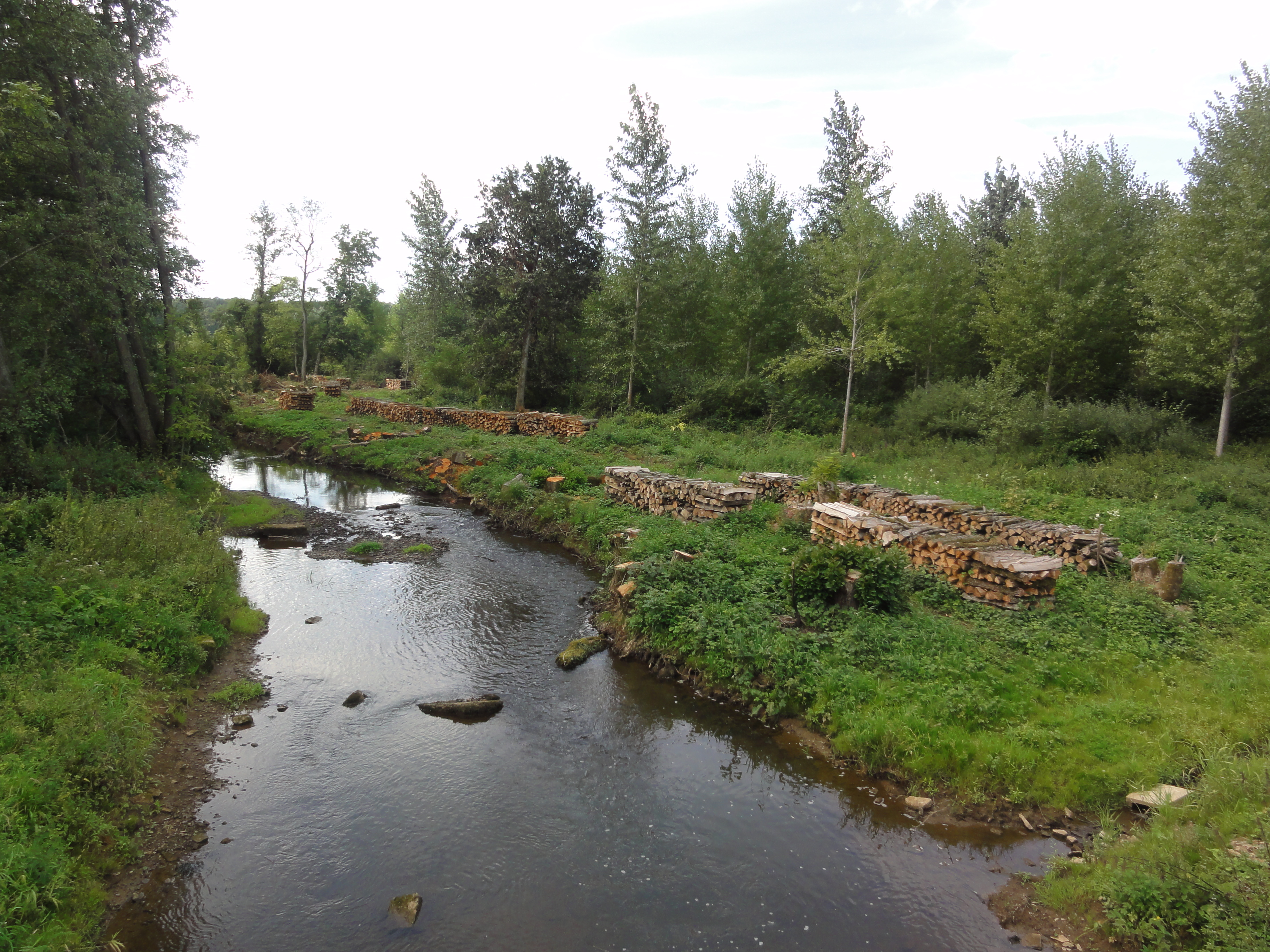
Die Sormonne bei Chilly
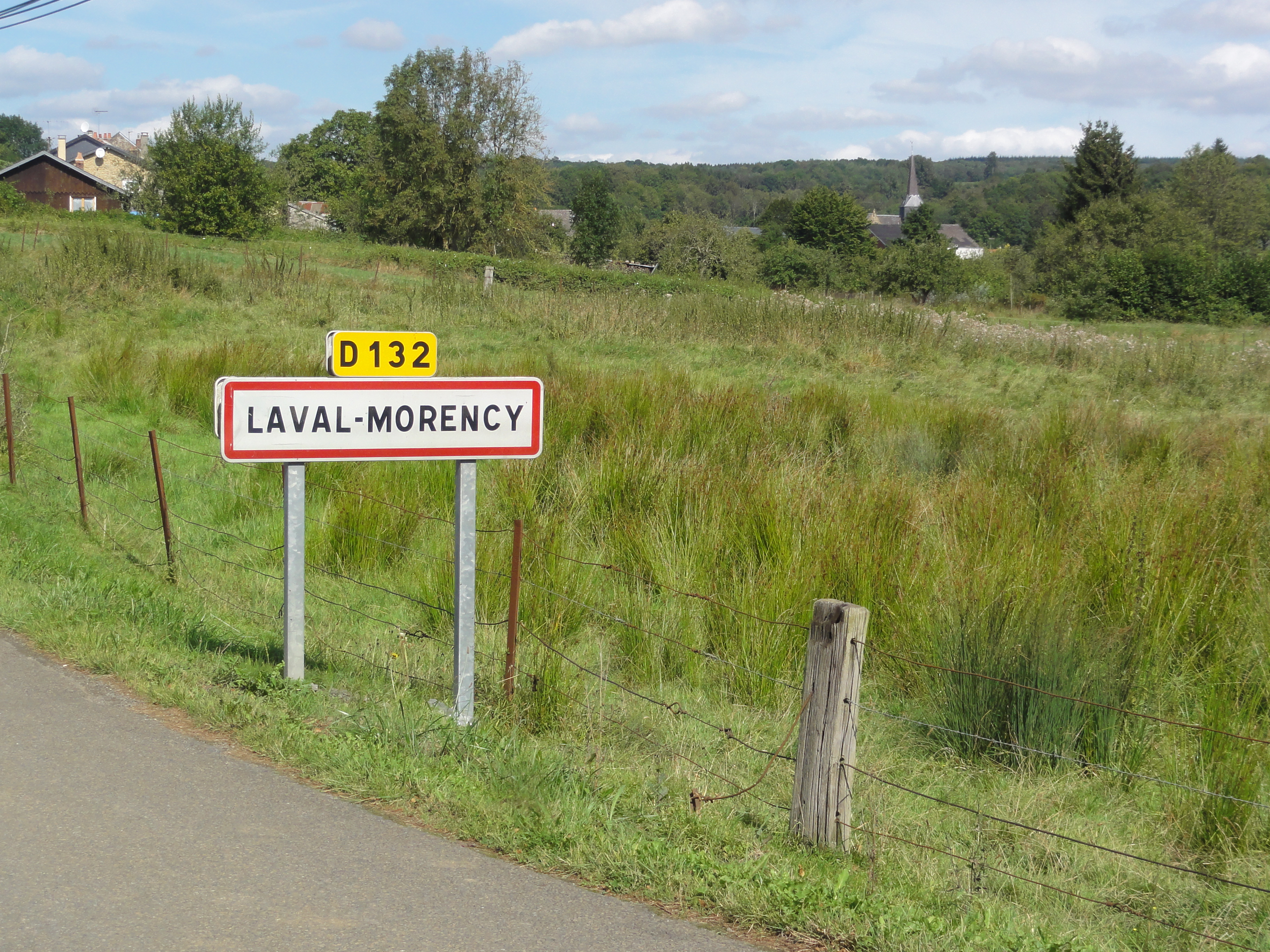
Die Tallandschaft bei Laval-Morency
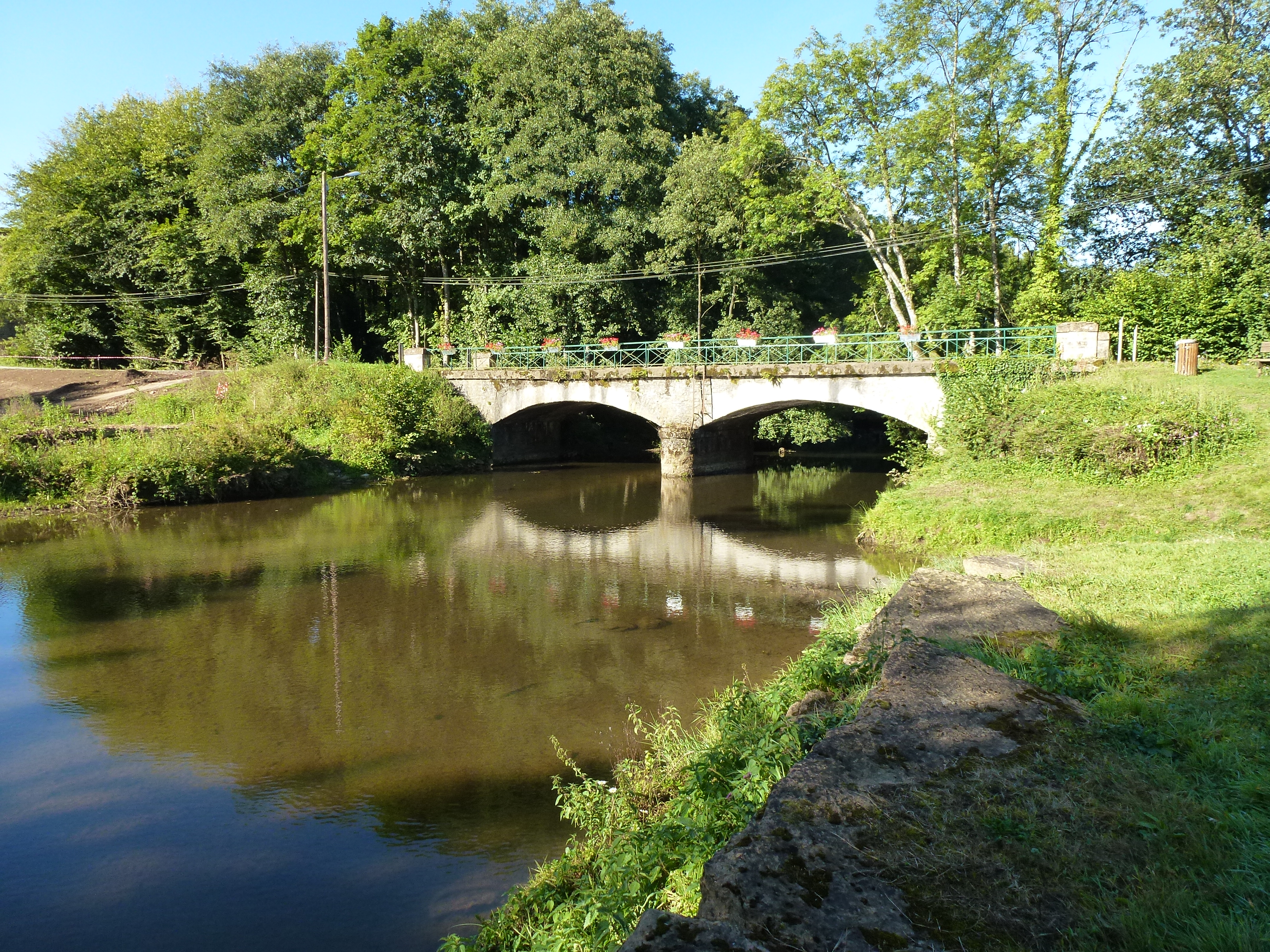
Brücke über den Fluss bei Murtin-et-Bogny
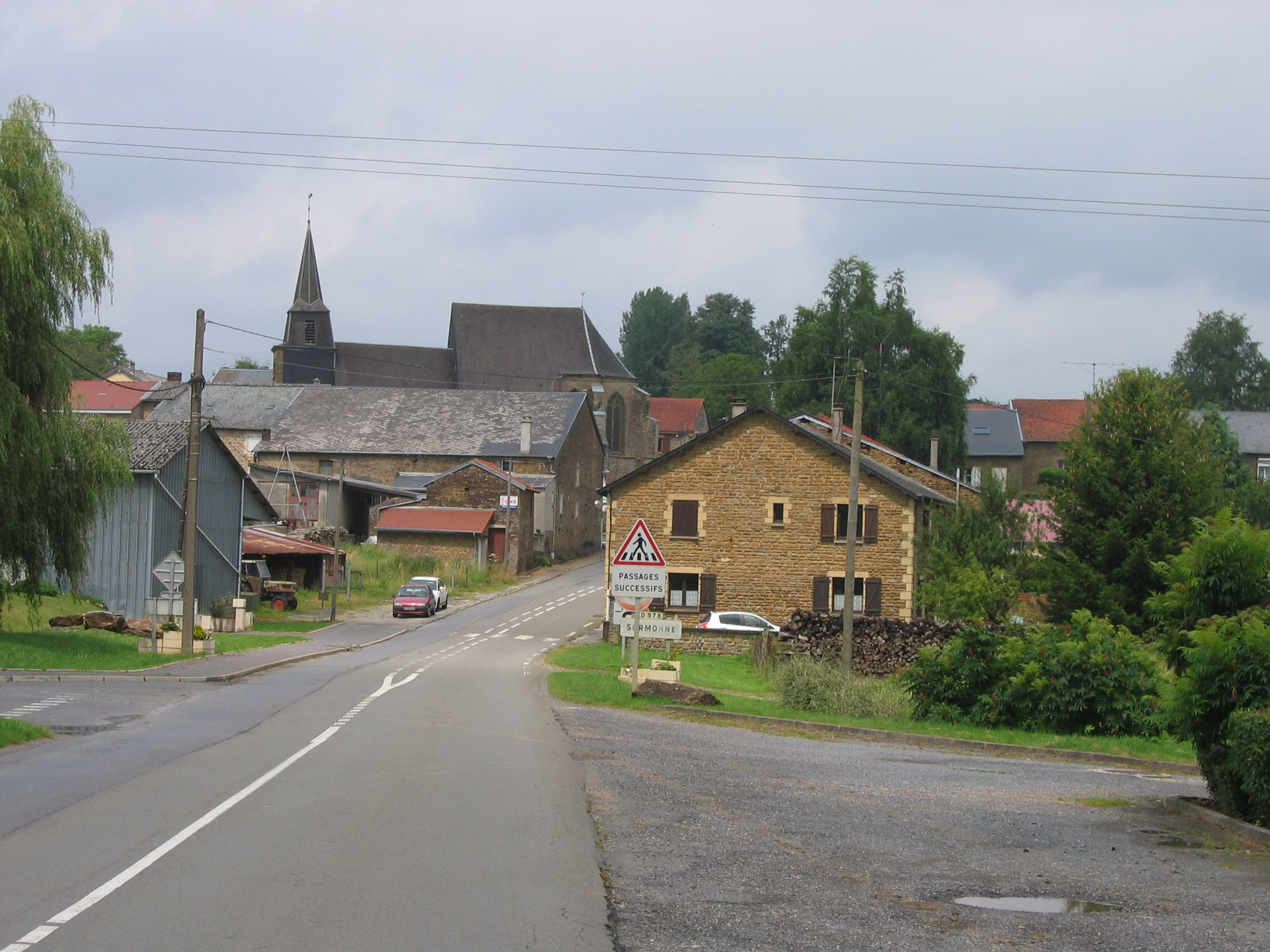
Häuser im Ort Sormonne mit dem typischen lokalen Baustil

- Die Thiérache

Die Thiérache ist eine großräumiges Gebiet, das sich in Frankreich über die Départements Aisne, Ardennes und Nord sowie im angrenzenden Belgien erstreckt. Der westliche und südwestliche Teil des Naturparks umfasst die westlichen Ausläufer der Thiérache. Die Landschaft besteht aus einer Reihe von niedrigen Hügeln, auf denen an den Hängen und am Boden der Täler noch die Bocage-Bebauung vorhanden ist, während die zusammenhängenden Wälder die Oberseite der Hänge mit ihren dunklen Tönen bedecken. Die Ortschaften sind zumeist um bemerkenswerte Wehrkirchen gruppiert und die Gebäude bestehen hauptsächlich aus weißen Kalksteinfassaden, die manchmal durch die Verwendung von roten Backsteinen unterstrichen werden. Mehrere Flüsse entwässern hier in westlicher Richtung zur Oise, wie z. B. Gland, Ton und Serre.

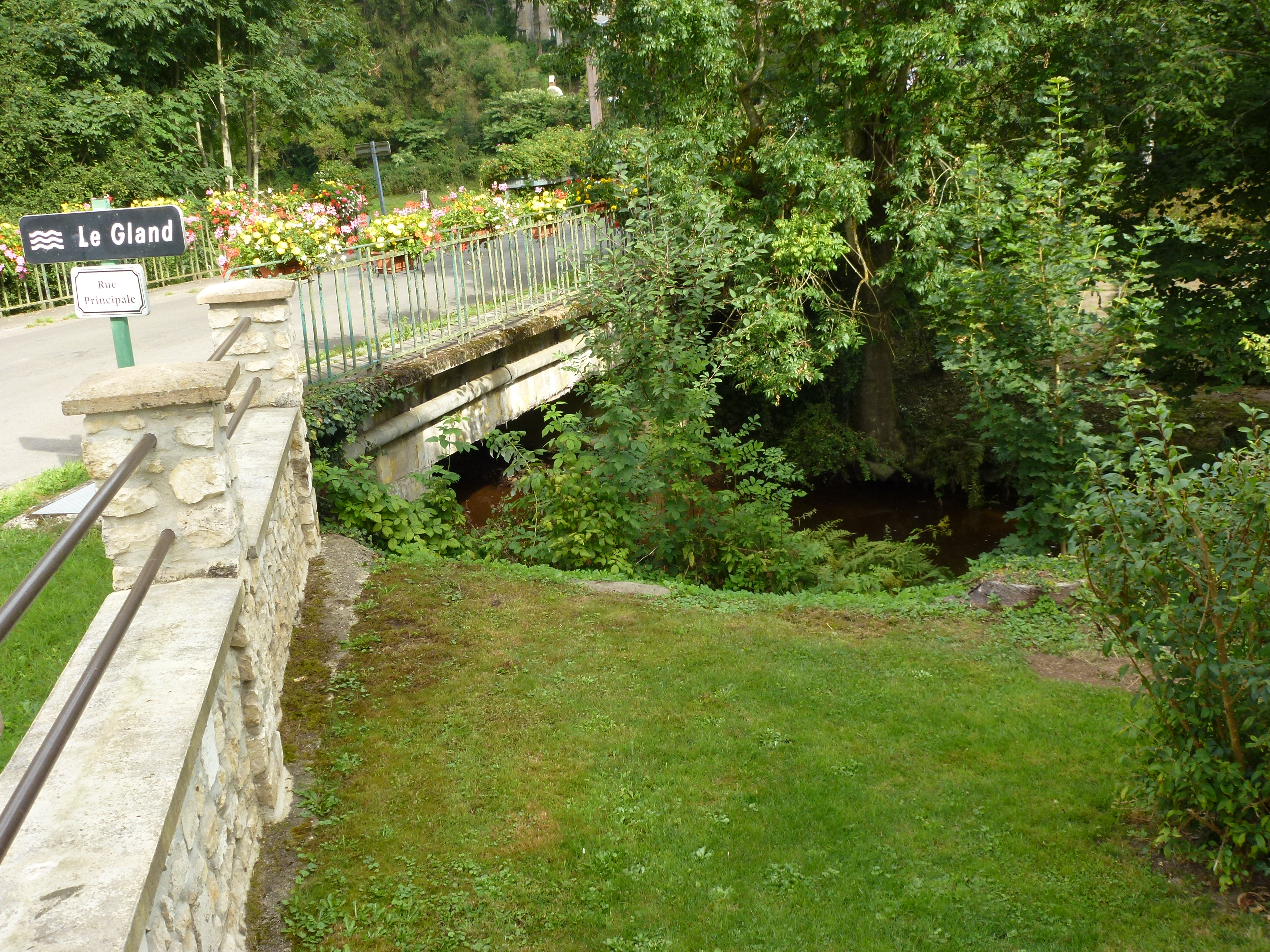
Brücke über den Gland bei La Neuville-aux-Joûtes
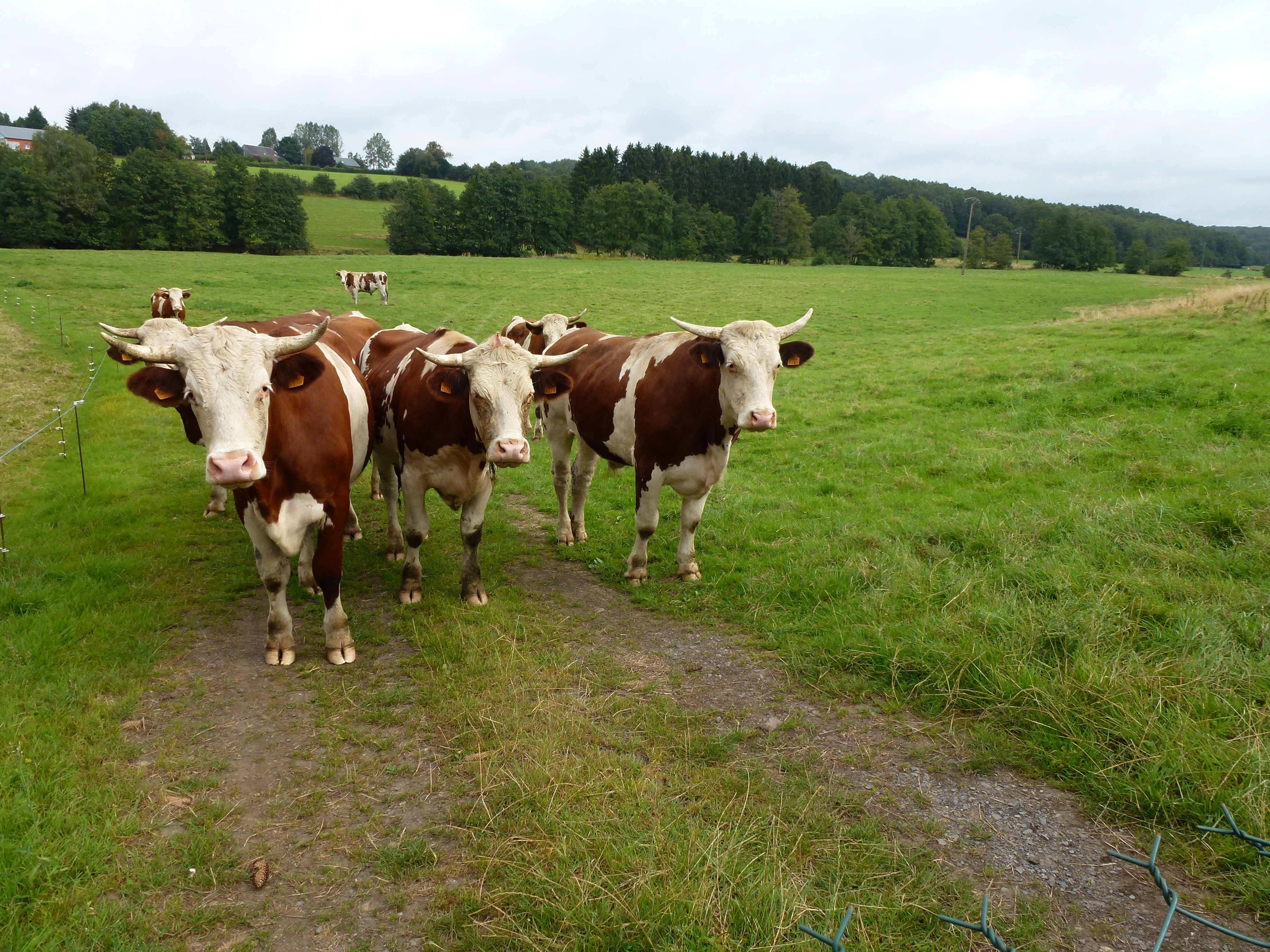
Landschaft bei La Neuville-aux-Joûtes
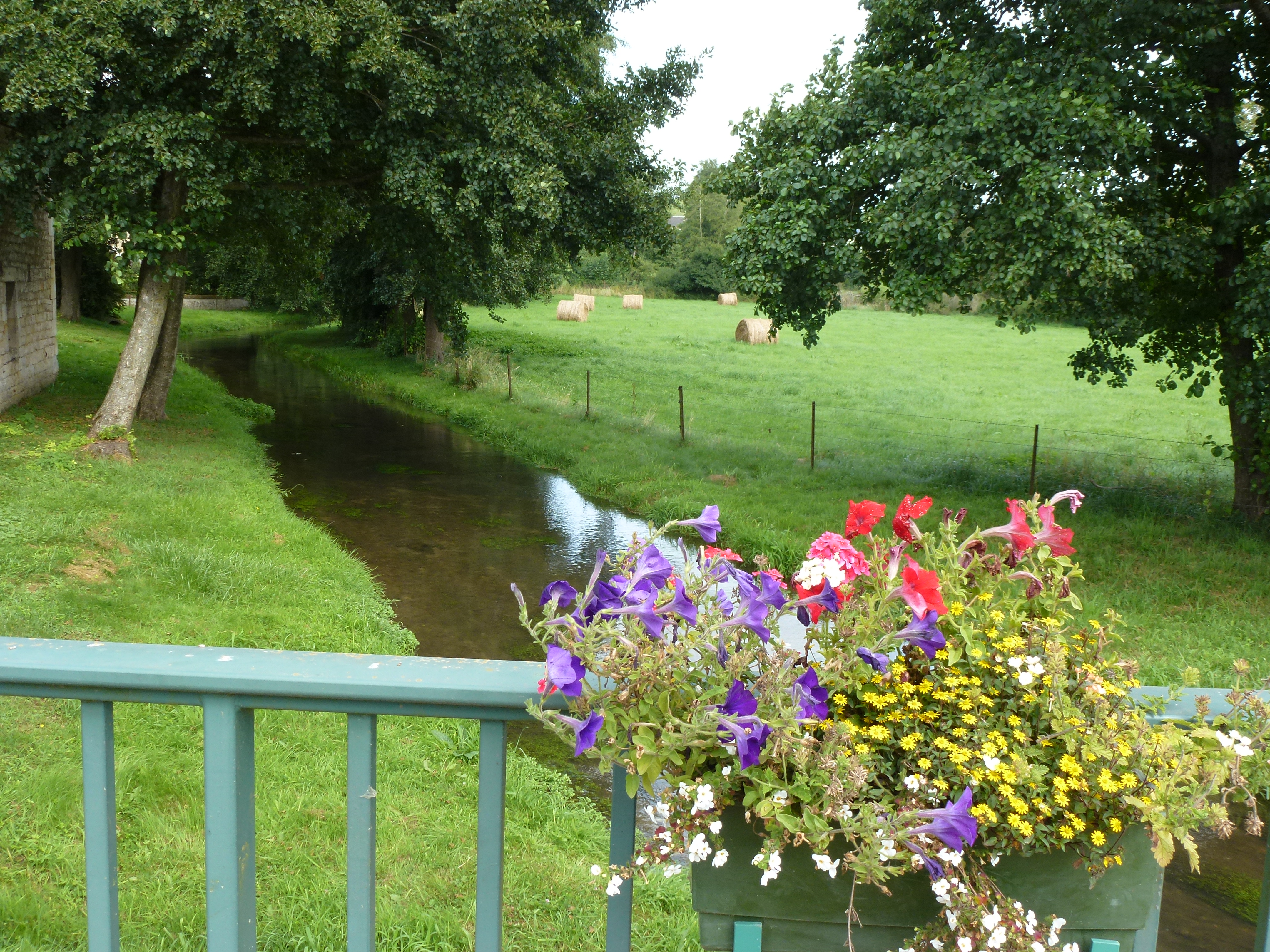
Der Fluss Ton bei Bossus-lèz-Rumigny
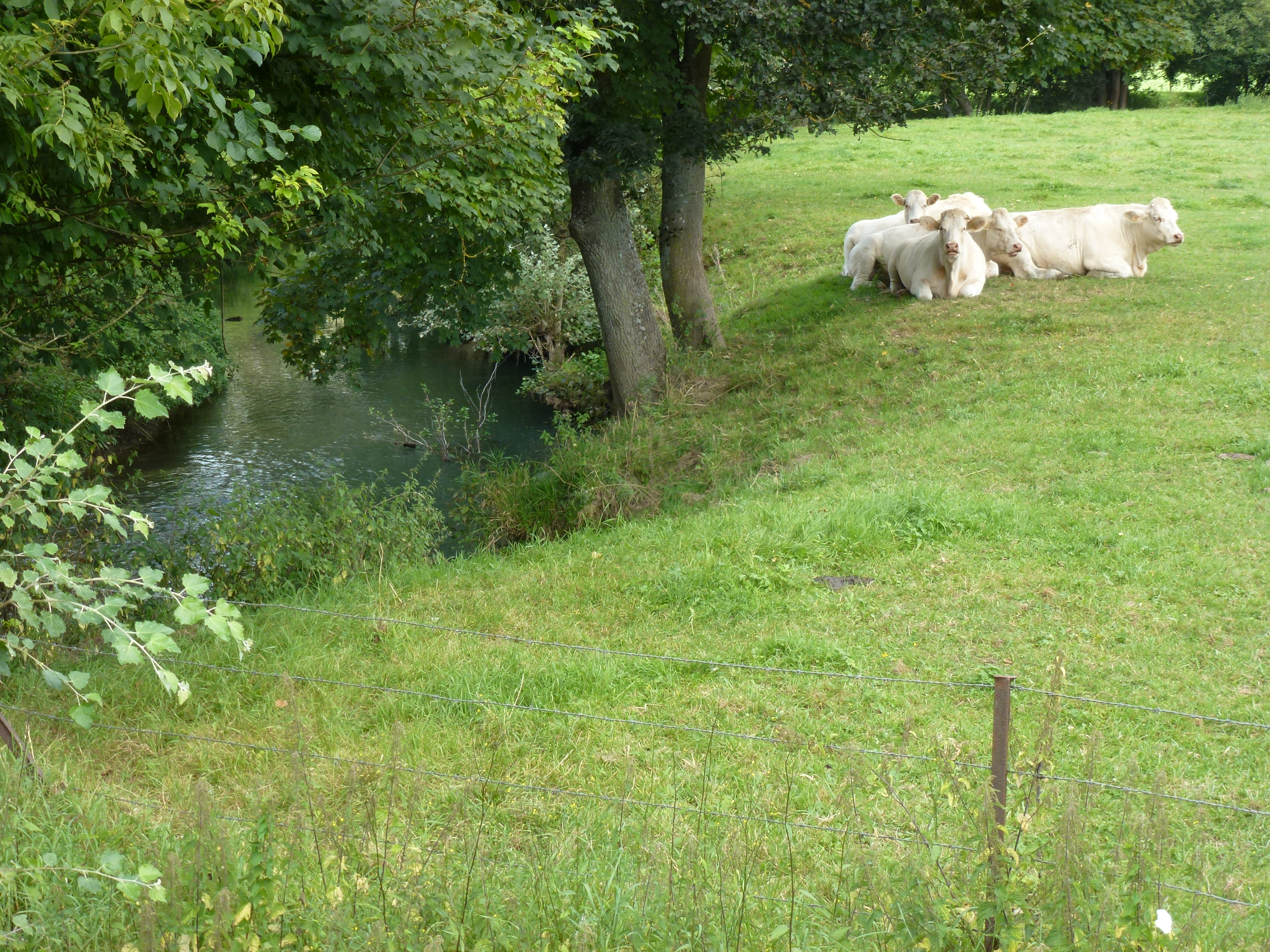
Weidevieh am Ton in Hannappes
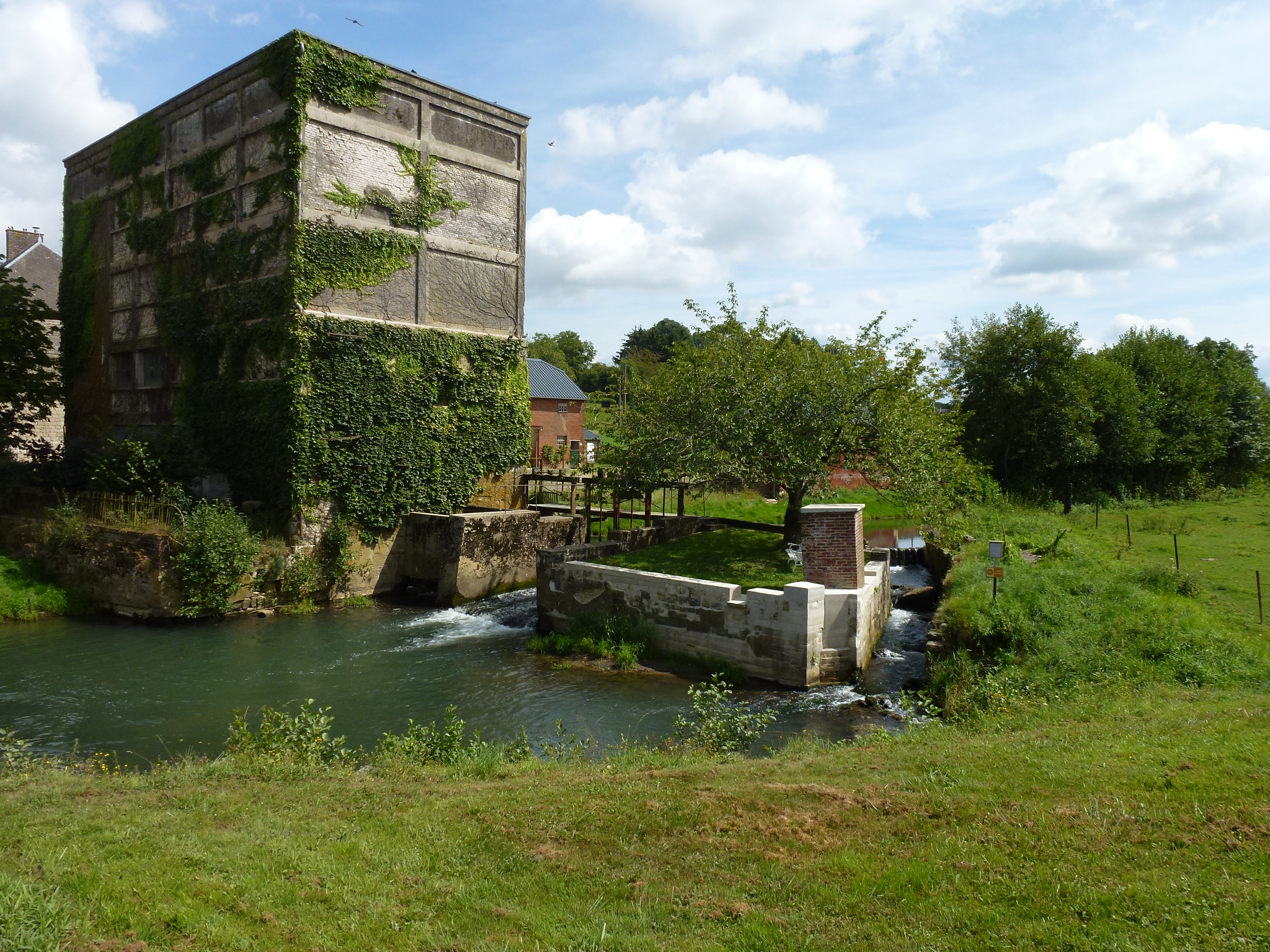
Wassermühle an der Aube bei Hannappes
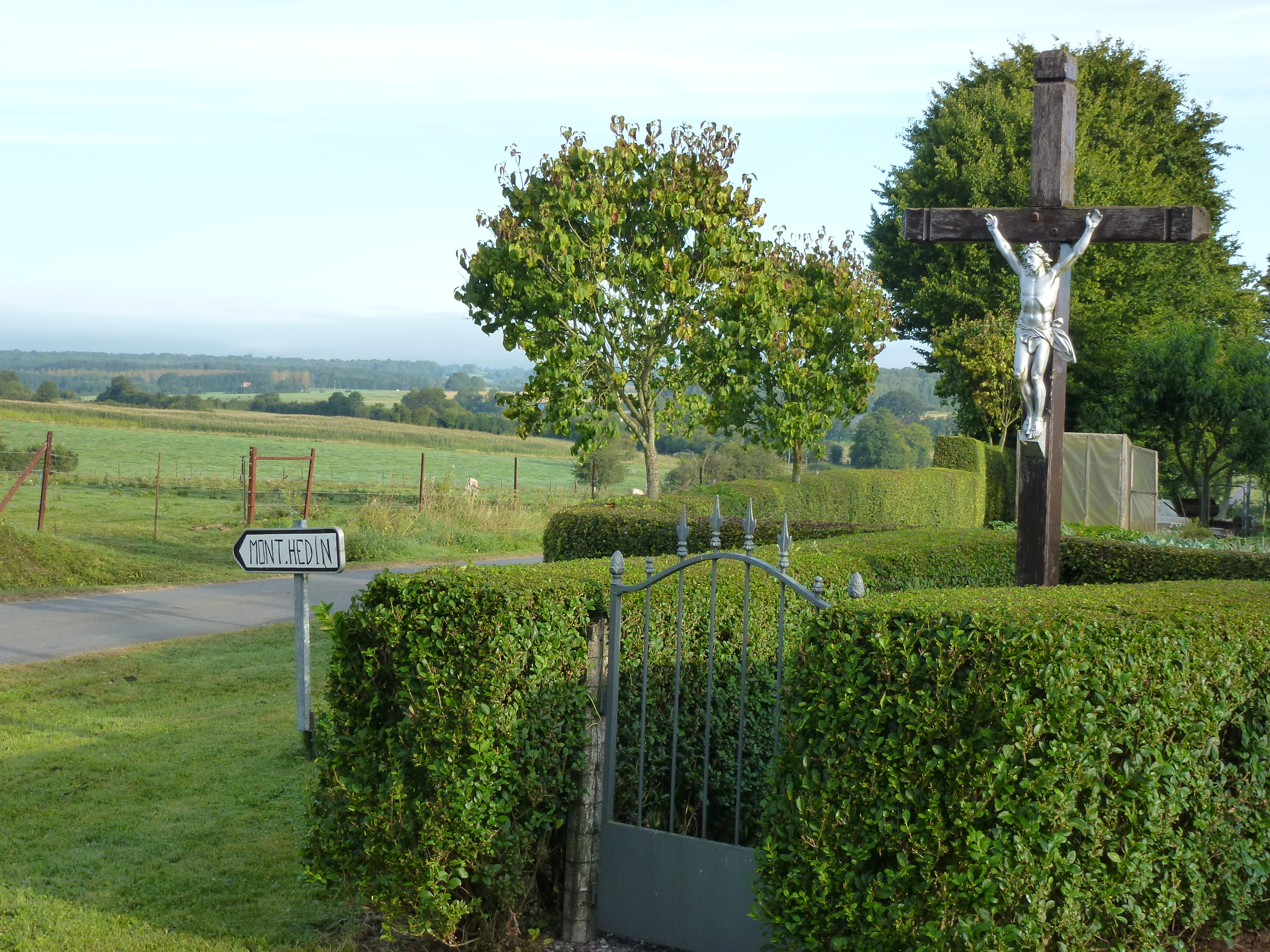
Blick ins Land am Ortsrand von Tarzy
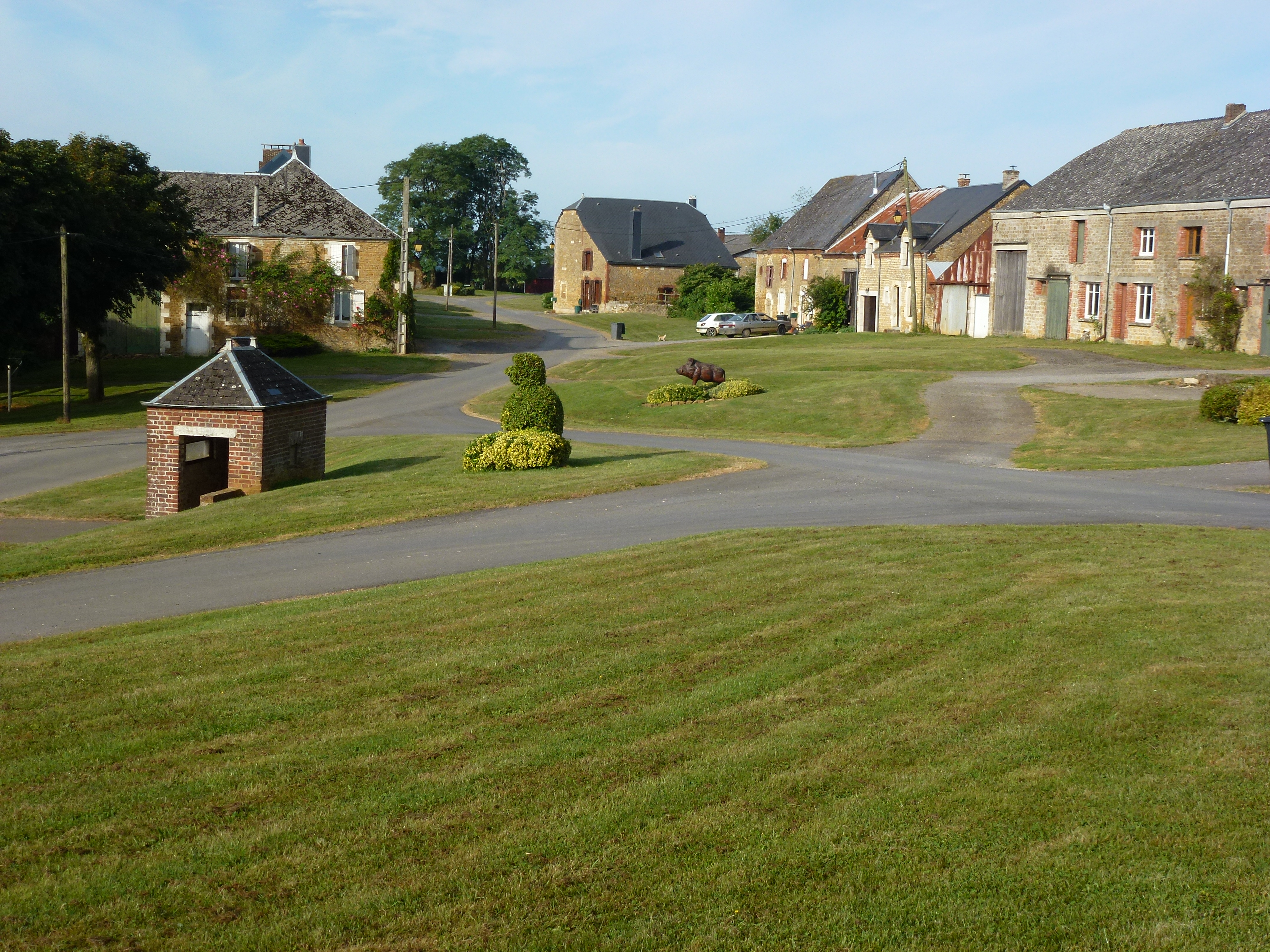
Ortszentrum von La Neuville-aux-Tourneurs
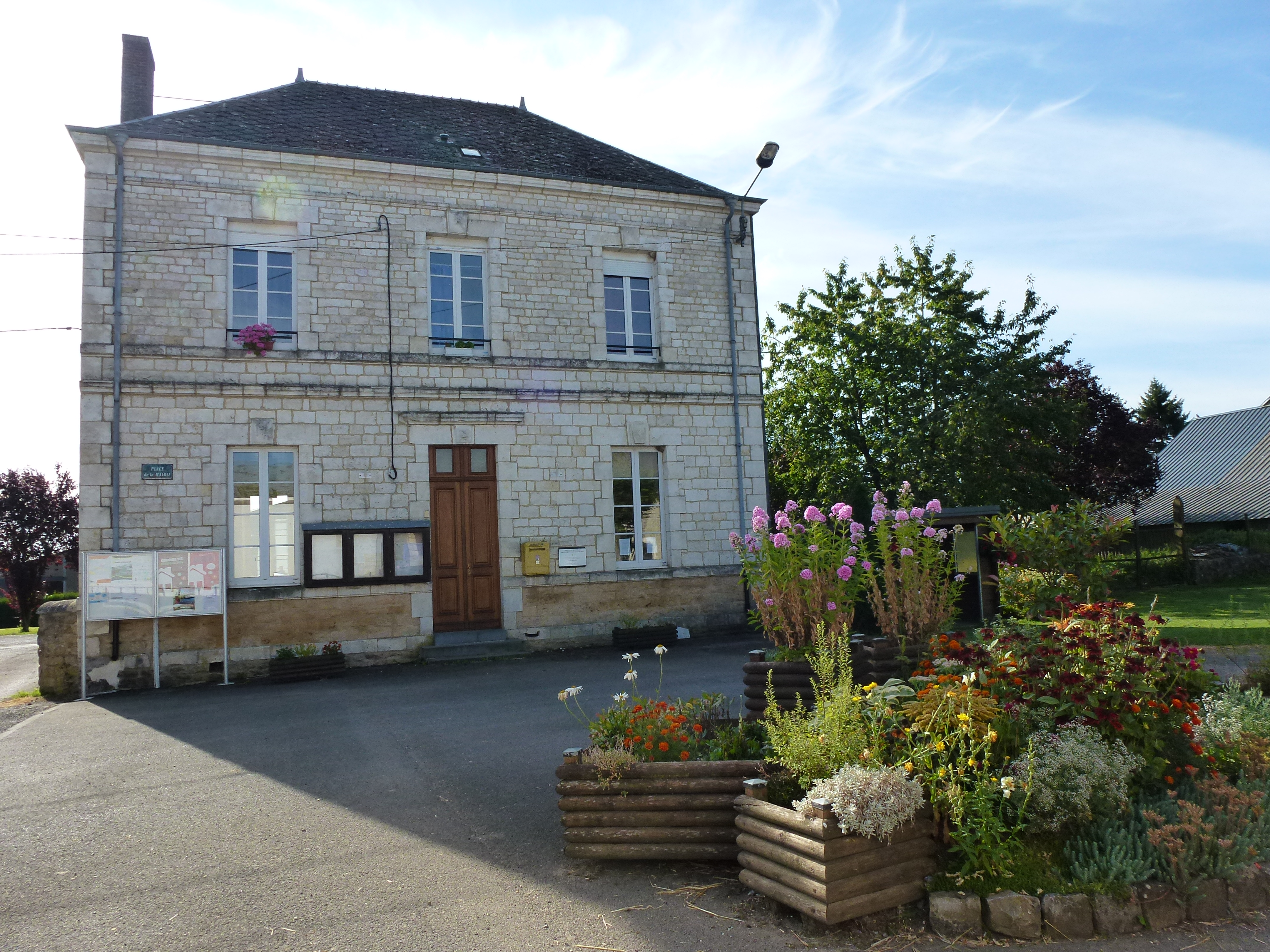
Rathaus von Champlin
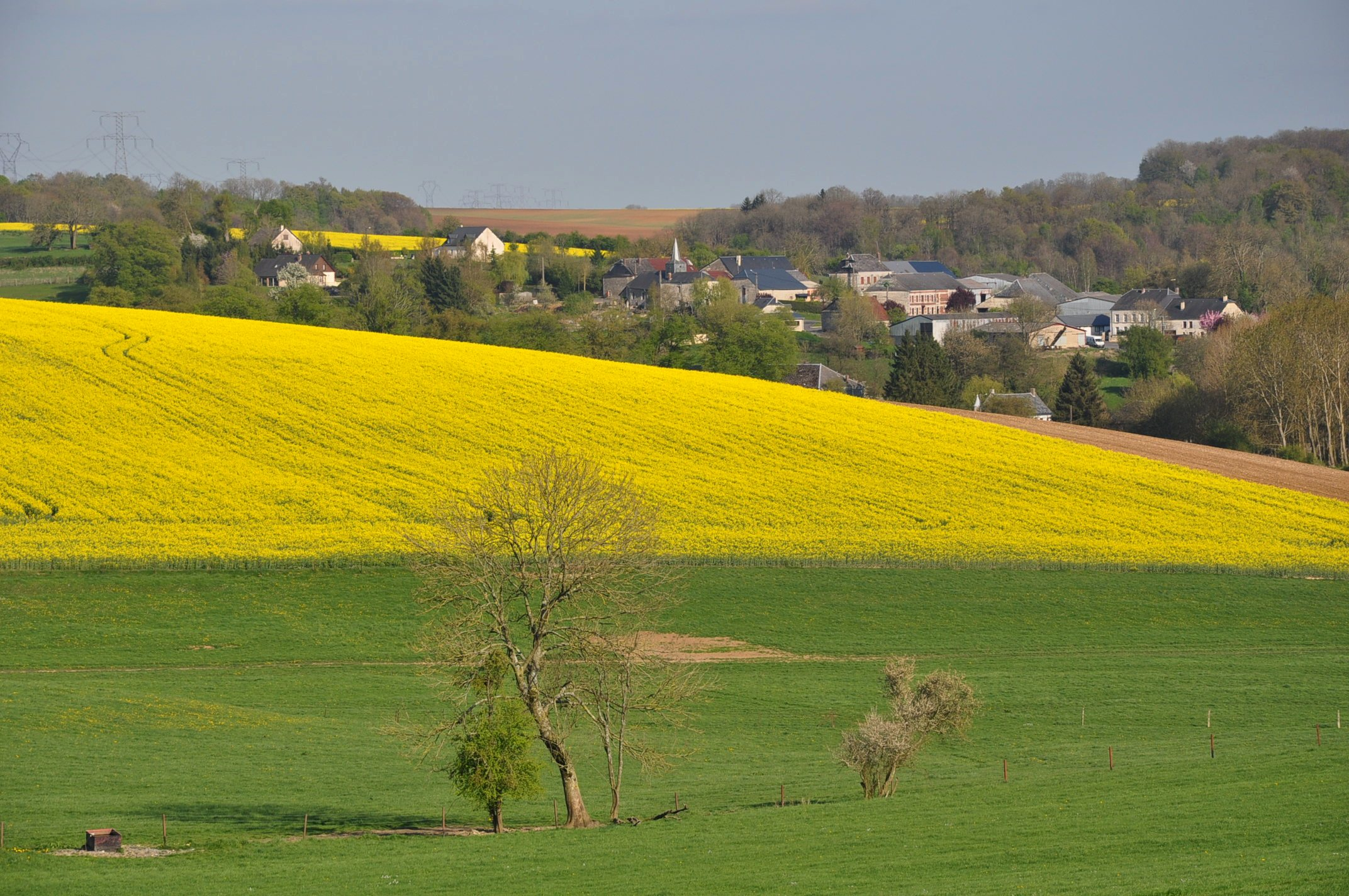
Landschaftsbild bei Prez
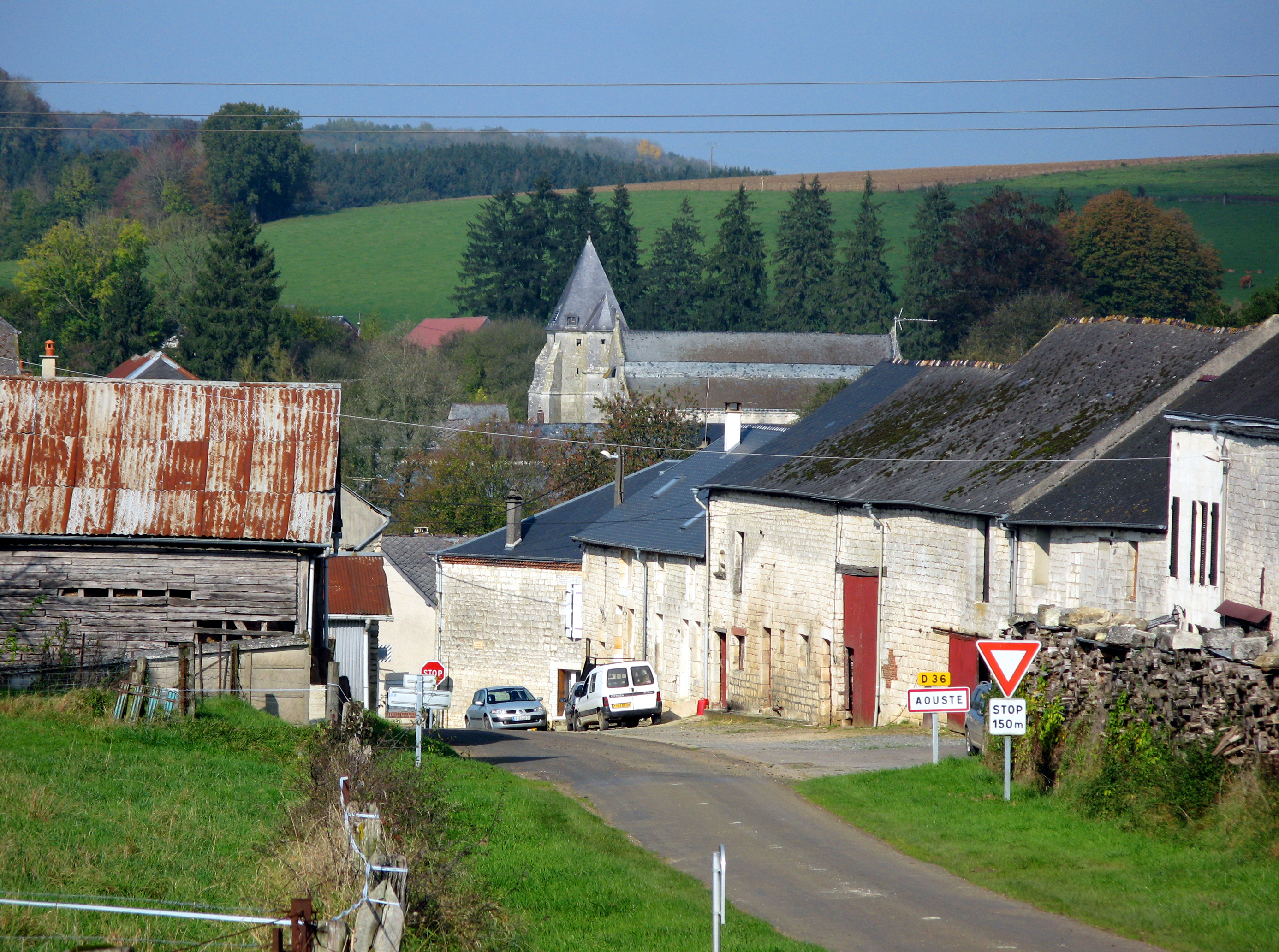
Ortseingang von Aouste